# ATP Challenger Series 2003
L'ATP Challenger Series è il secondo livello di tornei per professionisti organizzata dall'ATP. Il circuito prevede tornei con un montepremi che può variare da 25.000 a 150.000 dollari.

## Calendario

### Gennaio
| Settimana        | Torneo | Vincitore                                              | Finalista                      | Semifinalisti                   | Eliminati ai quarti                                               |
| ---------------- | --- | ------------------------------------------------------ | ------------------------------ | ------------------------------- | ----------------------------------------------------------------- |
| 30 dicembre 2002 | Prime Cup Aberto de São Paulo 2003 San Paolo, Brasile Cemento $25 000 Singolare - Doppio                      | Flávio Saretta 7–6(5), 6–3                             | Andrés Dellatorre              | Iván Miranda Edgardo Massa      | Fernando Meligeni Ricardo Mello Carlos Berlocq Sergio Roitman     |
| 30 dicembre 2002 | Prime Cup Aberto de São Paulo 2003 San Paolo, Brasile Cemento $25 000 Singolare - Doppio                      | Federico Browne Rogier Wassen 7–6(0), 7–6(3)           | Ignacio Hirigoyen Andy Ram     | Iván Miranda Edgardo Massa      | Fernando Meligeni Ricardo Mello Carlos Berlocq Sergio Roitman     |
| 20 gennaio       | Intersport Heilbronn Open 2003 Heilbronn, Germania Cemento Indoor $100 000 Singolare - Doppio                 | Karol Beck 6–2, 5–7, 7–6(5)                            | Jürgen Melzer                  | Stefano Galvani Raemon Sluiter  | Nikolaj Davydenko Julian Knowle Alexander Waske Lovro Zovko       |
| 20 gennaio       | Intersport Heilbronn Open 2003 Heilbronn, Germania Cemento Indoor $100 000 Singolare - Doppio                 | Simon Aspelin Johan Landsberg 6–4, 6–4                 | Petr Pála Pavel Vízner         | Stefano Galvani Raemon Sluiter  | Nikolaj Davydenko Julian Knowle Alexander Waske Lovro Zovko       |
| 20 gennaio       | Hilton Waikoloa Village USTA Challenger 2003 Waikoloa, Hawaii, Stati Uniti Cemento $50 000 Singolare - Doppio | Robby Ginepri 6–3, 6–3                                 | Neville Godwin                 | Rik De Voest Björn Phau         | Alex Bogomolov Jr. Dmitrij Tursunov Wang Yeu-tzuoo Lu Yen-hsun    |
| 20 gennaio       | Hilton Waikoloa Village USTA Challenger 2003 Waikoloa, Hawaii, Stati Uniti Cemento $50 000 Singolare - Doppio | Diego Ayala Robert Kendrick 4–6, 7–6(2), 6–2           | Levar Harper-Griffith Alex Kim | Rik De Voest Björn Phau         | Alex Bogomolov Jr. Dmitrij Tursunov Wang Yeu-tzuoo Lu Yen-hsun    |
| 27 gennaio       | Challenger of Dallas 2003 Dallas, Texas, Stati Uniti Cemento Indoor $50 000 Singolare - Doppio                | Simon Greul 6–3, 7–6(5)                                | Justin Gimelstob               | Robert Kendrick Cecil Mamiit    | Jeff Morrison Jeff Salzenstein Andrew Ilie Vasilīs Mazarakīs      |
| 27 gennaio       | Challenger of Dallas 2003 Dallas, Texas, Stati Uniti Cemento Indoor $50 000 Singolare - Doppio                | Justin Gimelstob Scott Humphries 7–6(8), 7–6(4)        | Martín García Graydon Oliver   | Robert Kendrick Cecil Mamiit    | Jeff Morrison Jeff Salzenstein Andrew Ilie Vasilīs Mazarakīs      |
| 27 gennaio       | Hamburg Challenger 2003 Amburgo, Germania Sintetico Indoor $50 000 Singolare - Doppio                         | Mario Ančić 6–2, 6–3                                   | Rafael Nadal                   | Victor Hănescu Andrej Stoljarov | Jakub Herm-Zahlava Gilles Elseneer Fernando Verdasco Łukasz Kubot |
| 27 gennaio       | Hamburg Challenger 2003 Amburgo, Germania Sintetico Indoor $50 000 Singolare - Doppio                         | Aleksandar Kitinov Magnus Larsson 4–6, 7–6(8), 7–6(10) | Todd Perry Jim Thomas          | Victor Hănescu Andrej Stoljarov | Jakub Herm-Zahlava Gilles Elseneer Fernando Verdasco Łukasz Kubot |

### Febbraio
| Settimana   | Torneo                                                                                         | Vincitore                                                | Finalista                           | Semifinalisti                      | Eliminati ai quarti                                                  |
| ----------- | ---------------------------------------------------------------------------------------------- | -------------------------------------------------------- | ----------------------------------- | ---------------------------------- | -------------------------------------------------------------------- |
| 3 febbraio  | Belgrado Challenger 2003 Belgrado, Serbia Sintetico Indoor $125 000 Singolare - Doppio         | Dennis van Scheppingen 7–5, 6–3                          | Markus Hantschk                     | Roko Karanušić Richard Gasquet     | Branislav Sekáč Rafael Nadal Marco Chiudinelli Michal Tabara         |
| 3 febbraio  | Belgrado Challenger 2003 Belgrado, Serbia Sintetico Indoor $125 000 Singolare - Doppio         | Ilija Bozoljac Nenad Zimonjić 6–1, 6–4                   | Darko Madjarovski Janko Tipsarević  | Roko Karanušić Richard Gasquet     | Branislav Sekáč Rafael Nadal Marco Chiudinelli Michal Tabara         |
| 3 febbraio  | Joplin Challenger 2003 Joplin, Missouri, Stati Uniti Cemento Indoor $50 000 Singolare - Doppio | Bob Bryan 4–6, 7–5, 6–2                                  | Kevin Kim                           | Peter Luczak Sébastien de Chaunac  | Brian Vahaly Julien Benneteau Alex Bogomolov Jr. Alexandre Simoni    |
| 3 febbraio  | Joplin Challenger 2003 Joplin, Missouri, Stati Uniti Cemento Indoor $50 000 Singolare - Doppio | Martín García Graydon Oliver 6–1, 6–4                    | Diego Ayala Brandon Coupe           | Peter Luczak Sébastien de Chaunac  | Brian Vahaly Julien Benneteau Alex Bogomolov Jr. Alexandre Simoni    |
| 3 febbraio  | KGHM Dialog Polish Indoors 2003 Breslavia, Polonia Cemento Indoor $125 000 Singolare - Doppio  | Karol Kučera 6–2, 6–1                                    | Igor' Kunicyn                       | Davide Sanguinetti Karol Beck      | Robin Vik Jean-René Lisnard Sargis Sargsian Werner Eschauer          |
| 3 febbraio  | KGHM Dialog Polish Indoors 2003 Breslavia, Polonia Cemento Indoor $125 000 Singolare - Doppio  | Petr Luxa David Škoch 6–4, 6–4                           | Petr Pála Pavel Vízner              | Davide Sanguinetti Karol Beck      | Robin Vik Jean-René Lisnard Sargis Sargsian Werner Eschauer          |
| 10 febbraio | Lubeck Challenger 2003 Lubecca, Germania Sintetico Indoor $125 000 Singolare - Doppio          | Alexander Waske 7–6(3), 6–3                              | Martin Verkerk                      | Julian Knowle Ivo Karlović         | Ivo Heuberger Janko Tipsarević Denis Gremelmayr Fred Hemmes          |
| 10 febbraio | Lubeck Challenger 2003 Lubecca, Germania Sintetico Indoor $125 000 Singolare - Doppio          | Ota Fukárek Jordan Kerr 6–3, 3–6, 6–3                    | Robert Lindstedt Fredrik Loven      | Julian Knowle Ivo Karlović         | Ivo Heuberger Janko Tipsarević Denis Gremelmayr Fred Hemmes          |
| 17 febbraio | Andrezieux Challenger 2003 Andrézieux, Francia Cemento (indoor) $35 000+H Singolare - Doppio   | Thierry Ascione 6–4, 6–2                                 | Karol Beck                          | Sébastien de Chaunac Nicolas Mahut | Antony Dupuis Robin Söderling Ivo Heuberger Andreas Vinciguerra      |
| 17 febbraio | Andrezieux Challenger 2003 Andrézieux, Francia Cemento (indoor) $35 000+H Singolare - Doppio   | David Škoch Lovro Zovko 7–6(4), 0–6, 6–3                 | Stephen Huss Jeff Tarango           | Sébastien de Chaunac Nicolas Mahut | Antony Dupuis Robin Söderling Ivo Heuberger Andreas Vinciguerra      |
| 17 febbraio | Volkswagen Challenger 2003 Wolfsburg, Germania Sintetico Indoor $25 000 Singolare - Doppio     | Axel Pretzsch 6(1)–7, 7–6(5), 6–4                        | Arvind Parmar                       | Janko Tipsarević Fernando Verdasco | Robin Vik Ota Fukárek Gilles Elseneer Michael Kohlmann               |
| 17 febbraio | Volkswagen Challenger 2003 Wolfsburg, Germania Sintetico Indoor $25 000 Singolare - Doppio     | Karsten Braasch Axel Pretzsch 6–4, 6–2                   | Alexander Peya Aisam-ul-Haq Qureshi | Janko Tipsarević Fernando Verdasco | Robin Vik Ota Fukárek Gilles Elseneer Michael Kohlmann               |
| 24 febbraio | Challenger DCNS de Cherbourg 2003 Cherbourg, Francia Cemento Indoor $50 000 Singolare - Doppio | Sergio Roitman 6–3, 5–7, 6–4                             | Rafael Nadal                        | Gilles Elseneer Julien Benneteau   | Victor Hănescu Slimane Saoudi Noam Okun Thierry Ascione              |
| 24 febbraio | Challenger DCNS de Cherbourg 2003 Cherbourg, Francia Cemento Indoor $50 000 Singolare - Doppio | Benjamin Cassaigne Rik De Voest 6(17)–7, 7–6(5), 7–6(11) | Brandon Coupe Scott Humphries       | Gilles Elseneer Julien Benneteau   | Victor Hănescu Slimane Saoudi Noam Okun Thierry Ascione              |
| 24 febbraio | Wrexham Challenger 2003 Wrexham, Regno Unito Cemento Indoor $25 000 Singolare - Doppio         | Wesley Moodie 6–4, 6–3                                   | Stefano Pescosolido                 | Lu Yen-hsun James Auckland         | Alex Bogdanović Dennis van Scheppingen Joachim Johansson Simon Greul |
| 24 febbraio | Wrexham Challenger 2003 Wrexham, Regno Unito Cemento Indoor $25 000 Singolare - Doppio         | Daniele Bracciali Federico Luzzi walkover                | Yves Allegro Wesley Moodie          | Lu Yen-hsun James Auckland         | Alex Bogdanović Dennis van Scheppingen Joachim Johansson Simon Greul |

### Marzo
| Settimana | Torneo | Vincitore                                        | Finalista                            | Semifinalisti                    | Eliminati ai quarti                                                  |
| --------- | --- | ------------------------------------------------ | ------------------------------------ | -------------------------------- | -------------------------------------------------------------------- |
| 3 marzo   | Open de Franche Comté 2003 Besançon, Francia Cemento Indoor $100 000 Singolare - Doppio                         | Cyril Saulnier 7–6(8), 6–4                       | Eric Taino                           | Julien Benneteau Robin Söderling | Jan Vacek Nicolas Mahut Richard Gasquet Julian Knowle                |
| 3 marzo   | Open de Franche Comté 2003 Besançon, Francia Cemento Indoor $100 000 Singolare - Doppio                         | Jonathan Erlich Julian Knowle 6–3, 6–4           | Richard Gasquet Nicolas Mahut        | Julien Benneteau Robin Söderling | Jan Vacek Nicolas Mahut Richard Gasquet Julian Knowle                |
| 3 marzo   | Shimadzu All Japan Indoor Tennis Championships 2003 Kyoto, Giappone Cemento Indoor $25 000+H Singolare - Doppio | Michal Tabara 6–2, 6–2                           | Noam Behr                            | Jan Hájek Satoshi Iwabuchi       | Todd Reid Wesley Moodie Michihisa Onoda Gouichi Motomura             |
| 3 marzo   | Shimadzu All Japan Indoor Tennis Championships 2003 Kyoto, Giappone Cemento Indoor $25 000+H Singolare - Doppio | Amir Hadad Andy Ram 3–6, 6–3, 6–1                | Jan Hájek Wang Yeu-tzuoo             | Jan Hájek Satoshi Iwabuchi       | Todd Reid Wesley Moodie Michihisa Onoda Gouichi Motomura             |
| 10 marzo  | Ho Chi Minh Challenger 2003 Ho Chi Minh, Vietnam Cemento $50 000+H Singolare - Doppio                           | Amir Hadad 6–4, 7–6(2)                           | Jurij Ščukin                         | Danai Udomchoke Wesley Moodie    | Wang Yeu-tzuoo Jeff Salzenstein Daniele Bracciali Vadim Kucenko      |
| 10 marzo  | Ho Chi Minh Challenger 2003 Ho Chi Minh, Vietnam Cemento $50 000+H Singolare - Doppio                           | Rik De Voest Wesley Moodie 6–3, 3–6, 6–3         | Rohan Bopanna Fred Hemmes            | Danai Udomchoke Wesley Moodie    | Wang Yeu-tzuoo Jeff Salzenstein Daniele Bracciali Vadim Kucenko      |
| 10 marzo  | Challenger Salinas 2003 Salinas, Ecuador Cemento $25 000+H Singolare - Doppio                                   | Giovanni Lapentti 6–3, 6–4                       | Iván Miranda                         | Lars Burgsmüller José de Armas   | Ricardo Mello Edgardo Massa Michael Kohlmann Sebastián Prieto        |
| 10 marzo  | Challenger Salinas 2003 Salinas, Ecuador Cemento $25 000+H Singolare - Doppio                                   | Martín García Sebastián Prieto walkover          | Michael Kohlmann Harel Levy          | Lars Burgsmüller José de Armas   | Ricardo Mello Edgardo Massa Michael Kohlmann Sebastián Prieto        |
| 10 marzo  | BH Telecom Indoors 2003 Sarajevo, Bosnia ed Erzegovina Cemento Indoor $35 000+H Singolare - Doppio              | Richard Gasquet 6–1, 7–6(8)                      | Dick Norman                          | Nicolas Thomann Janko Tipsarević | Grégory Carraz Igor' Kunicyn Dennis van Scheppingen Alexander Peya   |
| 10 marzo  | BH Telecom Indoors 2003 Sarajevo, Bosnia ed Erzegovina Cemento Indoor $35 000+H Singolare - Doppio              | Tomáš Berdych Jaroslav Levinský 1–6, 7–6(6), 6–4 | Simon Aspelin Johan Landsberg        | Nicolas Thomann Janko Tipsarević | Grégory Carraz Igor' Kunicyn Dennis van Scheppingen Alexander Peya   |
| 10 marzo  | McDonald's Burnie Men's International 2003 Burnie, Australia Cemento $25 000 Singolare - Doppio                 | Satoshi Iwabuchi 6–2, 6–3                        | Paul Baccanello                      | Luke Bourgeois Alun Jones        | Tomas Behrend Federico Browne Adam Kennedy Dudi Sela                 |
| 10 marzo  | McDonald's Burnie Men's International 2003 Burnie, Australia Cemento $25 000 Singolare - Doppio                 | Federico Browne Rogier Wassen 1–6, 6–3, 6–2      | Raphael Durek Alun Jones             | Luke Bourgeois Alun Jones        | Tomas Behrend Federico Browne Adam Kennedy Dudi Sela                 |
| 15 marzo  | Sardinian International Championships 2003 Cagliari, Italia Terra rossa $25 000 Singolare - Doppio              | Filippo Volandri 2–6, 6–2, 6–1                   | Rafael Nadal                         | Julien Boutter Albert Portas     | Tomas Behrend Juan Antonio Marín Andrea Gaudenzi Marcelo Charpentier |
| 15 marzo  | Sardinian International Championships 2003 Cagliari, Italia Terra rossa $25 000 Singolare - Doppio              | Álex López Morón Andrés Schneiter 5–7, 6–4, 7–5  | Juan Ignacio Carrasco Albert Portas  | Julien Boutter Albert Portas     | Tomas Behrend Juan Antonio Marín Andrea Gaudenzi Marcelo Charpentier |
| 24 marzo  | Open Barletta 2003 Barletta, Italia Terra Rossa $25 000+H Singolare - Doppio                                    | Rafael Nadal 6–2, 7–6(2)                         | Albert Portas                        | Juan Antonio Marín Tomas Behrend | Alberto Martín Óscar Hernández Salvador Navarro Albert Montañés      |
| 24 marzo  | Open Barletta 2003 Barletta, Italia Terra Rossa $25 000+H Singolare - Doppio                                    | Sebastián Prieto Sergio Roitman 6–3, 3–6, 6–3    | Massimo Bertolini Giorgio Galimberti | Juan Antonio Marín Tomas Behrend | Alberto Martín Óscar Hernández Salvador Navarro Albert Montañés      |

### Aprile
| Settimana | Torneo                                                                                            | Vincitore                                          | Finalista                              | Semifinalisti                      | Eliminati ai quarti                                                                |
| --------- | ------------------------------------------------------------------------------------------------- | -------------------------------------------------- | -------------------------------------- | ---------------------------------- | ---------------------------------------------------------------------------------- |
| 7 aprile  | Calabasas Pro Tennis Championships 2003 Calabasas, USA Cemento $50 000 Singolare - Doppio         | Jérôme Golmard 6–3, 7–5                            | Lars Burgsmüller                       | Nicolas Thomann Cecil Mamiit       | Glenn Weiner Jeff Salzenstein Alex Bogomolov Jr. Ricardo Mello                     |
| 7 aprile  | Calabasas Pro Tennis Championships 2003 Calabasas, USA Cemento $50 000 Singolare - Doppio         | Justin Gimelstob Scott Humphries 6–3, 6–3          | Kevin Kim Jim Thomas                   | Nicolas Thomann Cecil Mamiit       | Glenn Weiner Jeff Salzenstein Alex Bogomolov Jr. Ricardo Mello                     |
| 7 aprile  | Sanremo Tennis Cup 2003 Sanremo, Italia Terra rossa €30 000+H Singolare - Doppio                  | Tomas Behrend 6–4, 6–2                             | Werner Eschauer                        | Diego Moyano Marcelo Charpentier   | Oliver Gross Amir Hadad Mariano Puerta Joan Balcells                               |
| 7 aprile  | Sanremo Tennis Cup 2003 Sanremo, Italia Terra rossa €30 000+H Singolare - Doppio                  | Daniele Bracciali Amir Hadad 6–2, 6–4              | Joan Balcells Juan Albert Viloca       | Diego Moyano Marcelo Charpentier   | Oliver Gross Amir Hadad Mariano Puerta Joan Balcells                               |
| 14 aprile | XL Bermuda Open 2003 Paget, Bermuda Terra verde $100 000 Singolare - Doppio                       | Flávio Saretta 6–1, 6–4                            | Nicolás Massú                          | Juan Antonio Marín Harel Levy      | Željko Krajan Fernando Meligeni Björn Phau Iván Miranda                            |
| 14 aprile | XL Bermuda Open 2003 Paget, Bermuda Terra verde $100 000 Singolare - Doppio                       | Robert Kendrick Mark Merklein 6–3, 3-1 rit.        | Ashley Fisher Andrew Kratzmann         | Juan Antonio Marín Harel Levy      | Željko Krajan Fernando Meligeni Björn Phau Iván Miranda                            |
| 14 aprile | San Luis Potosí Challenger 2003 San Luis Potosí, Messico Terra rossa $50 000 Singolare - Doppio   | Dick Norman 7–5, 0–6, 6–4                          | Federico Browne                        | Francisco Costa Marcos Daniel      | Alejandro Hernández Andres Dellatorre Óscar Hernández Jeff Salzenstein             |
| 14 aprile | San Luis Potosí Challenger 2003 San Luis Potosí, Messico Terra rossa $50 000 Singolare - Doppio   | Alex Bogomolov Jr. Frédéric Niemeyer 6–4, 7–6(5)   | Markus Hantschk Alexander Peya         | Francisco Costa Marcos Daniel      | Alejandro Hernández Andres Dellatorre Óscar Hernández Jeff Salzenstein             |
| 21 aprile | Bangalore Challenger 2003 Bangalore, India Cemento $50 000 Singolare - Doppio                     | Grégory Carraz 6–4, 7–6(4)                         | Gilles Elseneer                        | Ivo Heuberger Harsh Mankad         | Yves Allegro Louis Vosloo Fred Hemmes Peter Wessels                                |
| 21 aprile | Bangalore Challenger 2003 Bangalore, India Cemento $50 000 Singolare - Doppio                     | Rodolphe Cadart Grégory Carraz 6–4, 6–4            | Yves Allegro Jean-François Bachelot    | Ivo Heuberger Harsh Mankad         | Yves Allegro Louis Vosloo Fred Hemmes Peter Wessels                                |
| 21 aprile | Torneo Internacional Challenger Leon 2003 León, Messico Cemento $125 000+H Singolare - Doppio     | Alex Bogomolov Jr. 7–6(4), 6(3)–7, 6–4             | George Bastl                           | Alejandro Hernández Jérôme Golmard | Jan Vacek Frédéric Niemeyer Alexander Peya Florent Serra                           |
| 21 aprile | Torneo Internacional Challenger Leon 2003 León, Messico Cemento $125 000+H Singolare - Doppio     | Ota Fukárek Jordan Kerr 4–6, 6–3, 6–4              | Alex Bogomolov Jr. Alejandro Hernández | Alejandro Hernández Jérôme Golmard | Jan Vacek Frédéric Niemeyer Alexander Peya Florent Serra                           |
| 21 aprile | Tennis Napoli Cup 2003 Napoli, Italia Terra rossa €100 000+H Singolare - Doppio                   | Richard Gasquet 6–4, 6–4                           | Gilles Müller                          | Potito Starace Giorgio Galimberti  | Martín Vassallo Argüello Dennis van Scheppingen Nicolas Coutelot Vasilīs Mazarakīs |
| 21 aprile | Tennis Napoli Cup 2003 Napoli, Italia Terra rossa €100 000+H Singolare - Doppio                   | Massimo Bertolini Giorgio Galimberti 2–6, 7–5, 6–4 | Amir Hadad Christophe Rochus           | Potito Starace Giorgio Galimberti  | Martín Vassallo Argüello Dennis van Scheppingen Nicolas Coutelot Vasilīs Mazarakīs |
| 28 aprile | Aix-en-Provence Challenger 2003 Aix-en-Provence, Francia Terra rossa $50 000+H Singolare - Doppio | Mariano Puerta 3–6, 7–6(6), 6–4                    | Rafael Nadal                           | Marc Rosset Rubén Ramírez Hidalgo  | Fernando Meligeni Thierry Ascione Scott Draper Fabrice Santoro                     |
| 28 aprile | Aix-en-Provence Challenger 2003 Aix-en-Provence, Francia Terra rossa $50 000+H Singolare - Doppio | Stephen Huss Myles Wakefield 6–1, 7–5              | Todd Perry Thomas Shimada              | Marc Rosset Rubén Ramírez Hidalgo  | Fernando Meligeni Thierry Ascione Scott Draper Fabrice Santoro                     |
| 28 aprile | New Delhi Challenger 2003 Nuova Delhi, India Cemento $50 000+H Singolare - Doppio                 | Ivo Heuberger 6–2, 6–3                             | Danai Udomchoke                        | Louis Vosloo Grégory Carraz        | John van Lottum Rodolphe Cadart Yves Allegro Jonathan Erlich                       |
| 28 aprile | New Delhi Challenger 2003 Nuova Delhi, India Cemento $50 000+H Singolare - Doppio                 | Radoslav Lukaev Dmitri Vlasov 7–6(6), 4–6, 6–2     | Jonathan Erlich Andy Ram               | Louis Vosloo Grégory Carraz        | John van Lottum Rodolphe Cadart Yves Allegro Jonathan Erlich                       |
| 28 aprile | Roma Open 2003 Roma, Italia Terra rossa €30 000+H Singolare - Doppio                              | Giorgio Galimberti 6–2, 6–4                        | Victor Hănescu                         | Simon Greul Nicolas Mahut          | Todd Larkham Marcelo Charpentier Robin Söderling Tomas Tenconi                     |
| 28 aprile | Roma Open 2003 Roma, Italia Terra rossa €30 000+H Singolare - Doppio                              | Amir Hadad Martín Vassallo Argüello 6–4, 3–6, 6–3  | Manuel Jorquera Diego Moyano           | Simon Greul Nicolas Mahut          | Todd Larkham Marcelo Charpentier Robin Söderling Tomas Tenconi                     |

### Maggio
| Settimana | Torneo                                                                                  | Vincitore                                              | Finalista                         | Semifinalisti                        | Eliminati ai quarti                                                      |
| --------- | --------------------------------------------------------------------------------------- | ------------------------------------------------------ | --------------------------------- | ------------------------------------ | ------------------------------------------------------------------------ |
| 5 maggio  | Birmingham Challenger 2003 Birmingham, USA Terra verde $50 000+H Singolare - Doppio     | Óscar Hernández 6–2, 6–1                               | Alex Kim                          | Francisco Costa Eric Taino           | Wesley Moodie Jerome Golmard Federico Browne Robert Kendrick             |
| 5 maggio  | Birmingham Challenger 2003 Birmingham, USA Terra verde $50 000+H Singolare - Doppio     | Josh Goffi Travis Parrott 6–4, 2–6, 6–2                | Paul Goldstein Robert Kendrick    | Francisco Costa Eric Taino           | Wesley Moodie Jerome Golmard Federico Browne Robert Kendrick             |
| 12 maggio | Fergana Challenger 2003 Fergana, Uzbekistan Cemento $35 000+H Singolare - Doppio        | Tuomas Ketola 6–2, 6–3                                 | Louis Vosloo                      | Marco Chiudinelli Wang Yeu-tzuoo     | Yves Allegro Michal Tabara Fred Hemmes Lu Yen-hsun                       |
| 12 maggio | Fergana Challenger 2003 Fergana, Uzbekistan Cemento $35 000+H Singolare - Doppio        | Justin Bower Aisam-ul-Haq Qureshi 3–6, 7–6(0), 6–4     | Aleksej Kedrjuk Orest Tereščuk    | Marco Chiudinelli Wang Yeu-tzuoo     | Yves Allegro Michal Tabara Fred Hemmes Lu Yen-hsun                       |
| 12 maggio | Forest Hills Challenger 2003 Forest Hills, USA Terra verde $35 000+H Singolare - Doppio | Alex Bogomolov Jr. 1–6, 6–1, 6–1                       | Mariano Delfino                   | Tripp Phillips Zack Fleishman        | Harel Levy Phillip Harboe Giovanni Lapentti Ricardo Mello                |
| 12 maggio | Forest Hills Challenger 2003 Forest Hills, USA Terra verde $35 000+H Singolare - Doppio | Justin Gimelstob Scott Humphries 7–6(1), 3–6, 6–4      | Huntley Montgomery Tripp Phillips | Tripp Phillips Zack Fleishman        | Harel Levy Phillip Harboe Giovanni Lapentti Ricardo Mello                |
| 12 maggio | Kosice Open 2003 Košice, Slovacchia Terra rossa €30 000+H Singolare - Doppio            | Martín Vassallo Argüello 6–3, 6–3                      | Hermes Gamonal                    | Sébastien de Chaunac Julian Knowle   | John van Lottum Vasilīs Mazarakīs Paul Baccanello Nicolas Devilder       |
| 12 maggio | Kosice Open 2003 Košice, Slovacchia Terra rossa €30 000+H Singolare - Doppio            | Stephen Huss Myles Wakefield 6–4, 6–3                  | Álex López Morón Andrés Schneiter | Sébastien de Chaunac Julian Knowle   | John van Lottum Vasilīs Mazarakīs Paul Baccanello Nicolas Devilder       |
| 12 maggio | Zagreb Open 2003 Zagabria, Croazia Terra rossa $50 000+H Singolare - Doppio             | Kristof Vliegen 6–1, 4–6, 6–0                          | Rubén Ramírez Hidalgo             | Marc López Fernando Verdasco         | Dick Norman Željko Krajan Francisco Clavet Christophe Rochus             |
| 12 maggio | Zagreb Open 2003 Zagabria, Croazia Terra rossa $50 000+H Singolare - Doppio             | Lucas Arnold Ker Mariano Hood 6–1, 6–3                 | Simon Aspelin Todd Perry          | Marc López Fernando Verdasco         | Dick Norman Željko Krajan Francisco Clavet Christophe Rochus             |
| 19 maggio | Budapest Challenger 2003 Budapest, Ungheria Terra rossa $35 000+H Singolare - Doppio    | Johan Settergren 7–5, 6–4                              | Boris Pašanski                    | Oliver Marach Daniel Elsner          | Mike Scheidweiler Alessio Di Mauro Nicolás Todero Robin Vik              |
| 19 maggio | Budapest Challenger 2003 Budapest, Ungheria Terra rossa $35 000+H Singolare - Doppio    | Kornel Bardoczky Gergely Kisgyorgy 7–6(4), 6–0         | Thomas Blake Jason Marshall       | Oliver Marach Daniel Elsner          | Mike Scheidweiler Alessio Di Mauro Nicolás Todero Robin Vik              |
| 19 maggio | Prague Open 2003 Praga, Repubblica Ceca Terra rossa $75 000 Singolare - Doppio          | Sjeng Schalken 1–6, 6–1, 6–4                           | Albert Montañés                   | Jan Vacek Albert Portas              | Jan Hernych Justin Gimelstob Franco Squillari Julio Peralta              |
| 19 maggio | Prague Open 2003 Praga, Repubblica Ceca Terra rossa $75 000 Singolare - Doppio          | Tomáš Berdych Michal Navrátil 6–4, 3–6, 6–4            | Martín García Sebastián Prieto    | Jan Vacek Albert Portas              | Jan Hernych Justin Gimelstob Franco Squillari Julio Peralta              |
| 26 maggio | BMW Ljubljana Open 2003 Lubiana, Slovenia Terra rossa $75 000+H Singolare - Doppio      | Jiří Vaněk 6–3, 3–6, 6–1                               | Boris Pašanski                    | Rubén Ramírez Hidalgo Alexander Peya | Ignacio González-King Iván Navarro Stefano Pescosolido Leonardo Azzaro   |
| 26 maggio | BMW Ljubljana Open 2003 Lubiana, Slovenia Terra rossa $75 000+H Singolare - Doppio      | Leonardo Azzaro Gergely Kisgyorgy 7–6(3), 6–3          | Ivan Cerovic Aleksander Slovic    | Rubén Ramírez Hidalgo Alexander Peya | Ignacio González-King Iván Navarro Stefano Pescosolido Leonardo Azzaro   |
| 26 maggio | Sporting Challenger 2003 Torino, Italia Terra rossa €85 000+H Singolare - Doppio        | Oscar Serrano-Gamez 6–2, 6–2                           | Juan Albert Viloca                | Didac Pérez Minarro Salvador Navarro | Alessio Di Mauro Martín Vassallo Argüello Vasilīs Mazarakīs Renzo Furlan |
| 26 maggio | Sporting Challenger 2003 Torino, Italia Terra rossa €85 000+H Singolare - Doppio        | Emilio Benfele Álvarez Gabriel Trujillo Soler 6–4, 6–2 | Jack Brasington Dmitrij Tursunov  | Didac Pérez Minarro Salvador Navarro | Alessio Di Mauro Martín Vassallo Argüello Vasilīs Mazarakīs Renzo Furlan |

### Giugno
| Settimana | Torneo                                                                                         | Vincitore                                                 | Finalista                              | Semifinalisti                          | Eliminati ai quarti                                                    |
| --------- | ---------------------------------------------------------------------------------------------- | --------------------------------------------------------- | -------------------------------------- | -------------------------------------- | ---------------------------------------------------------------------- |
| 2 giugno  | Schickedanz Open 2003 Furth, Germania Terra rossa €42 000+H Singolare - Doppio                 | Jan Frode Andersen 2–6, 6–2, 6–2                          | Óscar Hernández                        | Oliver Marach Irakli Labadze           | Janko Tipsarević Jiří Vaněk Potito Starace Philipp Kohlschreiber       |
| 2 giugno  | Schickedanz Open 2003 Furth, Germania Terra rossa €42 000+H Singolare - Doppio                 | Denis Gremelmayr Simon Greul 6–3, 1–6, 7–6(5)             | Tomas Behrend Karsten Braasch          | Oliver Marach Irakli Labadze           | Janko Tipsarević Jiří Vaněk Potito Starace Philipp Kohlschreiber       |
| 2 giugno  | Unicredit Czech Open 2003 Prostějov, Repubblica Ceca Terra rossa €127 000+H Singolare - Doppio | Radek Štěpánek 7–5, 6–3                                   | Mariano Puerta                         | Hermes Gamonal José Acasuso            | Fernando Verdasco Dominik Hrbatý Jean-René Lisnard Stefano Pescosolido |
| 2 giugno  | Unicredit Czech Open 2003 Prostějov, Repubblica Ceca Terra rossa €127 000+H Singolare - Doppio | Jaroslav Levinský David Škoch 6–2, 6–2                    | Rubén Ramírez Hidalgo Sergio Roitman   | Hermes Gamonal José Acasuso            | Fernando Verdasco Dominik Hrbatý Jean-René Lisnard Stefano Pescosolido |
| 2 giugno  | Memorial Argo Manfredini 2003 Sassuolo, Italia Terra rossa €30 000+H Singolare - Doppio        | Mariano Albert-Ferrando 7–6(1), 6–3                       | Renzo Furlan                           | Tomas Tenconi Nicolas Devilder         | Giorgio Galimberti Dmitrij Tursunov Marc López Markus Hantschk         |
| 2 giugno  | Memorial Argo Manfredini 2003 Sassuolo, Italia Terra rossa €30 000+H Singolare - Doppio        | Paul Baccanello Stefano Galvani 7–5, 2–6, 7–5             | Enzo Artoni Martín Vassallo Argüello   | Tomas Tenconi Nicolas Devilder         | Giorgio Galimberti Dmitrij Tursunov Marc López Markus Hantschk         |
| 2 giugno  | Surbiton Trophy 2003 Surbiton, Gran Bretagna Erba €30 000+H Singolare - Doppio                 | Wesley Moodie 6–4, 6(2)–7, 6–1                            | Alex Bogdanović                        | Ivo Karlović Joachim Johansson         | Raemon Sluiter George Bastl Greg Rusedski Davide Sanguinetti           |
| 2 giugno  | Surbiton Trophy 2003 Surbiton, Gran Bretagna Erba €30 000+H Singolare - Doppio                 | Joshua Eagle Andrew Kratzmann 6–3, 6–2                    | Jean-François Bachelot Grégory Carraz  | Ivo Karlović Joachim Johansson         | Raemon Sluiter George Bastl Greg Rusedski Davide Sanguinetti           |
| 2 giugno  | Tallahassee Tennis Challenger 2003 Tallahassee, Stati Uniti Cemento $50 000 Singolare - Doppio | Paul Goldstein 2–6, 6–2, 4–0 rit.                         | Alex Kim                               | Eric Taino Noam Okun                   | Peter Clarke Jan Hernych Kevin Kim Raven Klaasen                       |
| 2 giugno  | Tallahassee Tennis Challenger 2003 Tallahassee, Stati Uniti Cemento $50 000 Singolare - Doppio | Non completato                                            |                                        | Eric Taino Noam Okun                   | Peter Clarke Jan Hernych Kevin Kim Raven Klaasen                       |
| 9 giugno  | Atlantic City Open 2003 Atlantic City, Stati Uniti Cemento $50 000 Singolare - Doppio          | Bjorn Rehnquist 6–4, 6–4                                  | Jeff Salzenstein                       | Jan Hernych Paul Goldstein             | Bobby Reynolds Dušan Vemić Marcus Sarstrand Peter Clarke               |
| 9 giugno  | Atlantic City Open 2003 Atlantic City, Stati Uniti Cemento $50 000 Singolare - Doppio          | Tripp Phillips Ryan Sachire 7–5, 6–3                      | Brandon Coupe Paul Goldstein           | Jan Hernych Paul Goldstein             | Bobby Reynolds Dušan Vemić Marcus Sarstrand Peter Clarke               |
| 9 giugno  | Canella Challenger 2003 Biella, Italia Terra rossa $50 000 Singolare - Doppio                  | Filippo Volandri 2–6, 7–6(4), 6–4                         | José Acasuso                           | Albert Montañés Mariano Puerta         | Harel Levy Hermes Gamonal Albert Portas Fernando Verdasco              |
| 9 giugno  | Canella Challenger 2003 Biella, Italia Terra rossa $50 000 Singolare - Doppio                  | Stefano Galvani Martín Vassallo Argüello 3–6, 7–6(4), 6–3 | Jordan Kerr Tom Vanhoudt               | Albert Montañés Mariano Puerta         | Harel Levy Hermes Gamonal Albert Portas Fernando Verdasco              |
| 9 giugno  | Busan Open Challenger 2003 Pusan, Corea del Sud Cemento $75 000+H Singolare - Doppio           | Young-Jun Kim 6–3, 4–1 rit.                               | Tasuku Iwami                           | Kyu-Tae Im Gouichi Motomura            | Stian Boretti Wang Yeu-tzuoo Jun Kato Doug Bohaboy                     |
| 9 giugno  | Busan Open Challenger 2003 Pusan, Corea del Sud Cemento $75 000+H Singolare - Doppio           | Toshihide Matsui Michihisa Onoda 6–1, 6–3                 | Seung-Bok Baek Seung-Kyu Park          | Kyu-Tae Im Gouichi Motomura            | Stian Boretti Wang Yeu-tzuoo Jun Kato Doug Bohaboy                     |
| 9 giugno  | Weiden Challenger 2003 Weiden, Germania Terra rossa $35 000+H Singolare - Doppio               | Tomas Behrend 2–6, 6–4, 6–1                               | Björn Phau                             | Igor' Andreev Tomáš Berdych            | Jiří Vaněk Simon Greul Denis Gremelmayr Hugo Armando                   |
| 9 giugno  | Weiden Challenger 2003 Weiden, Germania Terra rossa $35 000+H Singolare - Doppio               | Mariano Delfino Patricio Rudi 6–2, 4–6, 7–6(6)            | Diego del Río Tomas Tenconi            | Igor' Andreev Tomáš Berdych            | Jiří Vaněk Simon Greul Denis Gremelmayr Hugo Armando                   |
| 16 giugno | Nord LB Open 2003 Braunschweig, Germania Terra rossa €106 000+H Singolare - Doppio             | Werner Eschauer 6–1, 7–6(2)                               | Igor' Andreev                          | Tomáš Berdych Rubén Ramírez Hidalgo    | Albert Montañés Markus Hipfl Alberto Martín Vasilīs Mazarakīs          |
| 16 giugno | Nord LB Open 2003 Braunschweig, Germania Terra rossa €106 000+H Singolare - Doppio             | Sebastián Prieto Jim Thomas 4–6, 6–1, 6–4                 | Juan Ignacio Carrasco Albert Montañés  | Tomáš Berdych Rubén Ramírez Hidalgo    | Albert Montañés Markus Hipfl Alberto Martín Vasilīs Mazarakīs          |
| 16 giugno | Challenger Lugano 2003 Lugano, Svizzera Terra rossa €85 000+H Singolare - Doppio               | Diego Moyano 6–4, 1–6, 7–6(4)                             | Álex Calatrava                         | Juan Albert Viloca Florent Serra       | Andreas Seppi Renzo Furlan Julien Benneteau Gilles Müller              |
| 16 giugno | Challenger Lugano 2003 Lugano, Svizzera Terra rossa €85 000+H Singolare - Doppio               | Joan Balcells Juan Albert Viloca 6–4, 6–4                 | Álex López Morón Andrés Schneiter      | Juan Albert Viloca Florent Serra       | Andreas Seppi Renzo Furlan Julien Benneteau Gilles Müller              |
| 23 giugno | Andorra Challenger 2003 Andorra, Andorra Cemento $35 000+H Singolare - Doppio                  | Grégory Carraz 6–2, 6–3                                   | Wang Yeu-tzuoo                         | Alexandre Simoni Iván Miranda          | Jan Vacek Pavel Šnobel Christian Vinck Guillermo García López          |
| 23 giugno | Andorra Challenger 2003 Andorra, Andorra Cemento $35 000+H Singolare - Doppio                  | Rik De Voest Tuomas Ketola 6–4, 3–6, 6–4                  | Ricardo Mello Alexandre Simoni         | Alexandre Simoni Iván Miranda          | Jan Vacek Pavel Šnobel Christian Vinck Guillermo García López          |
| 23 giugno | Reggio Emilia Challenger 2003 Reggio Emilia, Italia Terra rossa €42 000+H Singolare - Doppio   | Richard Gasquet 7–5, 6–1                                  | Potito Starace                         | Martín Vassallo Argüello Tomas Tenconi | Diego Veronelli Renzo Furlan Alessio Di Mauro Álex Calatrava           |
| 23 giugno | Reggio Emilia Challenger 2003 Reggio Emilia, Italia Terra rossa €42 000+H Singolare - Doppio   | Joseph Sirianni Rogier Wassen 6–4, 6–4                    | Alessio Di Mauro Vincenzo Santopadre   | Martín Vassallo Argüello Tomas Tenconi | Diego Veronelli Renzo Furlan Alessio Di Mauro Álex Calatrava           |
| 30 giugno | Open Diputación 2003 Cordova, Spagna Cemento €42 000+H Singolare - Doppio                      | Stefano Pescosolido 6–4, 6–3                              | Nicolas Mahut                          | Tuomas Ketola Lars Burgsmüller         | Albert Portas Noam Okun Dick Norman Iván Miranda                       |
| 30 giugno | Open Diputación 2003 Cordova, Spagna Cemento €42 000+H Singolare - Doppio                      | Brandon Coupe Noam Okun 6–4, 1–6, 6–4                     | Juan Ignacio Carrasco Albert Portas    | Tuomas Ketola Lars Burgsmüller         | Albert Portas Noam Okun Dick Norman Iván Miranda                       |
| 30 giugno | Kosice Challenger 2003 Košice, Slovacchia Terra rossa €30 000+H Singolare - Doppio             | Rubén Ramírez Hidalgo 6–3, 4–6, 6–4                       | Tomáš Zíb                              | Vasilīs Mazarakīs Filippo Volandri     | Dominik Hrbatý Richard Gasquet Christophe Rochus Michal Tabara         |
| 30 giugno | Kosice Challenger 2003 Košice, Slovacchia Terra rossa €30 000+H Singolare - Doppio             | Lucas Arnold Ker Mariano Hood 2–1 rit.                    | Salvador Navarro Rubén Ramírez Hidalgo | Vasilīs Mazarakīs Filippo Volandri     | Dominik Hrbatý Richard Gasquet Christophe Rochus Michal Tabara         |
| 30 giugno | Mantova Challenger 2003 Mantova, Italia Terra rossa €42 000+H Singolare - Doppio               | Vincenzo Santopadre 6–3, 6–4                              | Stefano Galvani                        | Nicolás Massú Xavier Pujo              | Juan Albert Viloca Marc López Sebastián Prieto Tomas Behrend           |
| 30 giugno | Mantova Challenger 2003 Mantova, Italia Terra rossa €42 000+H Singolare - Doppio               | Enzo Artoni Martín Vassallo Argüello 6–2, 6–3             | Elia Grossi Stefano Tarallo            | Nicolás Massú Xavier Pujo              | Juan Albert Viloca Marc López Sebastián Prieto Tomas Behrend           |
| 30 giugno | Montauban Challenger 2003 Montauban, Francia Terra rossa €42 000+H Singolare - Doppio          | Juan Pablo Guzmán 6–3, 2–6, 6–1                           | Slimane Saoudi                         | Robin Vik Álex Calatrava               | Gorka Fraile Édouard Roger-Vasselin Massimo Dell'Acqua Éric Prodon     |
| 30 giugno | Montauban Challenger 2003 Montauban, Francia Terra rossa €42 000+H Singolare - Doppio          | Fred Hemmes Rogier Wassen 6–4, 6–4                        | Juan Pablo Guzmán Ignacio Hirigoyen    | Robin Vik Álex Calatrava               | Gorka Fraile Édouard Roger-Vasselin Massimo Dell'Acqua Éric Prodon     |
| 30 giugno | Zell Challenger 2003 Zell, Germania Terra rossa $35 000+H Singolare - Doppio                   | Janko Tipsarević 7–6(1), 5–7, 6–4                         | Jan Frode Andersen                     | Marcos Daniel Francisco Costa          | Jiří Vaněk Oliver Marach Michael Lammer Ignacio González-King          |
| 30 giugno | Zell Challenger 2003 Zell, Germania Terra rossa $35 000+H Singolare - Doppio                   | Karsten Braasch Franz Stauder 6–3, 4–6, 6–3               | Jan Frode Andersen Oliver Marach       | Marcos Daniel Francisco Costa          | Jiří Vaněk Oliver Marach Michael Lammer Ignacio González-King          |

### Luglio
| Settimana | Torneo                                                                                                   | Vincitore                                                | Finalista                                     | Semifinalisti                              | Eliminati ai quarti                                                            |
| --------- | --- | -------------------------------------------------------- | --------------------------------------------- | ------------------------------------------ | ------------------------------------------------------------------------------ |
| 7 luglio  | West of England Challenger 2003 Bristol, Gran Bretagna Erba €42 000+H Singolare - Doppio                 | Massimo Dell'Acqua 6–4, 6–4                              | David Prinosil                                | Ivo Karlović Nicolas Mahut                 | Roman Valent Jean-François Bachelot Ota Fukárek Mark Hilton                    |
| 7 luglio  | West of England Challenger 2003 Bristol, Gran Bretagna Erba €42 000+H Singolare - Doppio                 | Jean-François Bachelot Nicolas Mahut 7–6(4), 5–7, 7–6(5) | Daniel Kiernan David Sherwood                 | Ivo Karlović Nicolas Mahut                 | Roman Valent Jean-François Bachelot Ota Fukárek Mark Hilton                    |
| 7 luglio  | Challenger Banque Nationale de Granby 2003 Granby, Canada Cemento $50 000 Singolare - Doppio             | Frank Dancevic 7–6(10), 6–1                              | Eric Taino                                    | Peter Luczak Frédéric Niemeyer             | Christian Vinck Matias Boeker Danai Udomchoke Andrew Ilie                      |
| 7 luglio  | Challenger Banque Nationale de Granby 2003 Granby, Canada Cemento $50 000 Singolare - Doppio             | Lu Yen-hsun Danai Udomchoke 6(4)–7, 6–4, 7–6(0)          | Josh Goffi Ryan Sachire                       | Peter Luczak Frédéric Niemeyer             | Christian Vinck Matias Boeker Danai Udomchoke Andrew Ilie                      |
| 7 luglio  | Oberstaufen Cup 2003 Oberstaufen, Germania Terra rossa €30 000 Singolare - Doppio                        | Martín Vassallo Argüello 6–1, 6–4                        | Andreas Seppi                                 | Markus Hantschk Tomáš Berdych              | Ignacio González-King Mariano Delfino Marcello Craca Kornel Bardoczky          |
| 7 luglio  | Oberstaufen Cup 2003 Oberstaufen, Germania Terra rossa €30 000 Singolare - Doppio                        | Kornel Bardoczky Gergely Kisgyorgy 4–6, 7–6(4), 6–2      | Ignacio Gonzalez-King Ricardo Schlachter      | Markus Hantschk Tomáš Berdych              | Ignacio González-King Mariano Delfino Marcello Craca Kornel Bardoczky          |
| 7 luglio  | Siemens Open 2003 Scheveningen, Paesi Bassi Terra rossa €85 000 Singolare - Doppio                       | Todd Larkham 7–6(4), 4–6, 6–4                            | Diego Veronelli                               | Álex Calatrava Mariano Albert-Ferrando     | Alex Bogomolov Jr. Richard Gasquet Julien Varlet Fernando Verdasco             |
| 7 luglio  | Siemens Open 2003 Scheveningen, Paesi Bassi Terra rossa €85 000 Singolare - Doppio                       | Fred Hemmes Edwin Kempes 3–6, 6–4, 6–3                   | Óscar Hernández Salvador Navarro              | Álex Calatrava Mariano Albert-Ferrando     | Alex Bogomolov Jr. Richard Gasquet Julien Varlet Fernando Verdasco             |
| 14 luglio | Comerica Bank Challenger 2003 Aptos, Stati Uniti Cemento $75 000 Singolare - Doppio                      | Jeff Salzenstein 5–7, 7–5, 6–4                           | Dmitrij Tursunov                              | Justin Gimelstob Matias Boeker             | K. J. Hippensteel Grégory Carraz Jeff Morrison Harel Levy                      |
| 14 luglio | Comerica Bank Challenger 2003 Aptos, Stati Uniti Cemento $75 000 Singolare - Doppio                      | Jan Hernych Uros Vico 6–3, 4–6, 6–1                      | Matias Boeker Travis Parrott                  | Justin Gimelstob Matias Boeker             | K. J. Hippensteel Grégory Carraz Jeff Morrison Harel Levy                      |
| 14 luglio | Budaors Clay Court Championships 2003 Budaörs, Ungheria Terra rossa $50 000+H Singolare - Doppio         | Tomáš Berdych 6–2, 6–3                                   | Ivajlo Trajkov                                | Ignacio González-King Andrés Dellatorre    | Slimane Saoudi Michal Mertiňák Boris Pašanski Florent Serra                    |
| 14 luglio | Budaors Clay Court Championships 2003 Budaörs, Ungheria Terra rossa $50 000+H Singolare - Doppio         | Leonardo Azzaro Gergely Kisgyorgy 6–4, 4–6, 7–6(3)       | Tomáš Berdych Michal Navrátil                 | Ignacio González-King Andrés Dellatorre    | Slimane Saoudi Michal Mertiňák Boris Pašanski Florent Serra                    |
| 14 luglio | Finnish Open 2003 Helsinki, Finlandia Terra rossa €106 000+H Singolare - Doppio                          | Thierry Ascione 2–6, 6–1, 6–3                            | Igor' Andreev                                 | Julien Varlet Diego Veronelli              | Markus Hantschk Galo Blanco Timo Nieminen Tuomas Ketola                        |
| 14 luglio | Finnish Open 2003 Helsinki, Finlandia Terra rossa €106 000+H Singolare - Doppio                          | Emin Ağayev Alex Bogomolov Jr. 7–6(11), 4–6, 6–3         | Lassi Ketola Timo Nieminen                    | Julien Varlet Diego Veronelli              | Markus Hantschk Galo Blanco Timo Nieminen Tuomas Ketola                        |
| 14 luglio | Manchester Trophy 2003 Manchester, Gran Bretagna Erba €30 000 Singolare - Doppio                         | Nicolas Mahut 6–3, 7–6(5)                                | Gilles Elseneer                               | Luke Bourgeois Massimo Dell'Acqua          | Andy Murray David Prinosil Cristiano Caratti Joseph Sirianni                   |
| 14 luglio | Manchester Trophy 2003 Manchester, Gran Bretagna Erba €30 000 Singolare - Doppio                         | Martin Lee Arvind Parmar 6–3, 2–6, 6–2                   | Daniel Kiernan David Sherwood                 | Luke Bourgeois Massimo Dell'Acqua          | Andy Murray David Prinosil Cristiano Caratti Joseph Sirianni                   |
| 14 luglio | Olbia Challenger 2003 Olbia, Italia Terra rossa $50 000+H Singolare - Doppio                             | Nicolás Almagro 6–2, 6–3                                 | Martín Vassallo Argüello                      | Vincenzo Santopadre Sebastián Prieto       | Tomas Tenconi Mike Scheidweiler Julien Jeanpierre Alessio Di Mauro             |
| 14 luglio | Olbia Challenger 2003 Olbia, Italia Terra rossa $50 000+H Singolare - Doppio                             | Alessio Di Mauro Vincenzo Santopadre 2–6, 6–4, 6–2       | Julien Jeanpierre Mike Scheidweiler           | Vincenzo Santopadre Sebastián Prieto       | Tomas Tenconi Mike Scheidweiler Julien Jeanpierre Alessio Di Mauro             |
| 14 luglio | Togliatti Challenger 2003 Togliatti, Russia Cemento €42 000+H Singolare - Doppio                         | Dudi Sela 6–2, 6–4                                       | Juan Pablo Brzezicki                          | Igor' Kunicyn Łukasz Kubot                 | Zbynek Mlynarik Orest Tereščuk Lukáš Dlouhý Alexander Peya                     |
| 14 luglio | Togliatti Challenger 2003 Togliatti, Russia Cemento €42 000+H Singolare - Doppio                         | Jun Kato Alexander Peya 7–6(8), 6–4                      | Rodolphe Cadart Benjamin Cassaigne            | Igor' Kunicyn Łukasz Kubot                 | Zbynek Mlynarik Orest Tereščuk Lukáš Dlouhý Alexander Peya                     |
| 21 luglio | Credicard Citi Mastercard Tennis Cup 2003 Campos do Jordão, Brasile Cemento $50 000+H Singolare - Doppio | Giovanni Lapentti 6–4, 6–0                               | Gouichi Motomura                              | Miguel Gallardo-Valles Satoshi Iwabuchi    | Julio Peralta Andrew Anderson Alejandro Hernández Franco Ferreiro              |
| 21 luglio | Credicard Citi Mastercard Tennis Cup 2003 Campos do Jordão, Brasile Cemento $50 000+H Singolare - Doppio | Rik De Voest Giovanni Lapentti 6–1, 7–5                  | Carlos Berlocq Miguel Gallardo-Valles         | Miguel Gallardo-Valles Satoshi Iwabuchi    | Julio Peralta Andrew Anderson Alejandro Hernández Franco Ferreiro              |
| 21 luglio | Hilversum Challenger 2003 Hilversum, Paesi Bassi Terra rossa $75 000 Singolare - Doppio                  | Martin Verkerk 6–3, 6–1                                  | John van Lottum                               | Juan Pablo Guzmán Thierry Ascione          | Martín Vassallo Argüello Marc López Mariusz Fyrstenberg Édouard Roger-Vasselin |
| 21 luglio | Hilversum Challenger 2003 Hilversum, Paesi Bassi Terra rossa $75 000 Singolare - Doppio                  | Mariusz Fyrstenberg Marcin Matkowski 6–2, 7–5            | Fred Hemmes Mark Nielsen                      | Juan Pablo Guzmán Thierry Ascione          | Martín Vassallo Argüello Marc López Mariusz Fyrstenberg Édouard Roger-Vasselin |
| 21 luglio | Fifth Third Bank Tennis Championships 2003 Lexington, Stati Uniti Cemento $50 000 Singolare - Doppio     | Frank Dancevic 7–5, 6–4                                  | Petr Kralert                                  | Takao Suzuki José de Armas                 | Phillip King Wang Yeu-tzuoo Jan Hernych Matias Boeker                          |
| 21 luglio | Fifth Third Bank Tennis Championships 2003 Lexington, Stati Uniti Cemento $50 000 Singolare - Doppio     | Jonathan Erlich Takao Suzuki 6–4, 6–1                    | Matias Boeker Travis Parrott                  | Takao Suzuki José de Armas                 | Phillip King Wang Yeu-tzuoo Jan Hernych Matias Boeker                          |
| 21 luglio | Guzzini Challenger 2003 Recanati, Italia Cemento €35 000+H Singolare - Doppio                            | Daniele Bracciali 7–6(0), 6–3                            | Massimo Dell'Acqua                            | Joachim Johansson Vincenzo Santopadre      | Stéphane Bohli Rodolphe Cadart Neville Godwin Francisco Cabello                |
| 21 luglio | Guzzini Challenger 2003 Recanati, Italia Cemento €35 000+H Singolare - Doppio                            | Manuel Jorquera Frank Moser 6–4, 7–5                     | Rodolphe Cadart Dudi Sela                     | Joachim Johansson Vincenzo Santopadre      | Stéphane Bohli Rodolphe Cadart Neville Godwin Francisco Cabello                |
| 21 luglio | Tampere Open 2003 Tampere, Finlandia Terra rossa €42 000 Singolare - Doppio                              | Robin Söderling 6–4, 6–1                                 | Igor' Andreev                                 | Alessio Di Mauro Olivier Patience          | Jurij Ščukin Boris Pašanski Tomáš Berdych Cristian Villagrán                   |
| 21 luglio | Tampere Open 2003 Tampere, Finlandia Terra rossa €42 000 Singolare - Doppio                              | Igor' Andreev Dmitri Vlasov 7–6(4), 6–1                  | Ignacio Hirigoyen Nicolás Todero              | Alessio Di Mauro Olivier Patience          | Jurij Ščukin Boris Pašanski Tomáš Berdych Cristian Villagrán                   |
| 21 luglio | Valladolid Challenger 2003 Valladolid, Spagna Cemento €42 000+H Singolare - Doppio                       | Gilles Müller 6–4, 6–3                                   | Iván Navarro                                  | Tomáš Cakl Martin Štěpánek                 | Christian Vinck Florian Mayer Michael Quintero Guillermo García López          |
| 21 luglio | Valladolid Challenger 2003 Valladolid, Spagna Cemento €42 000+H Singolare - Doppio                       | Jun Kato Łukasz Kubot 4–6, 6–0, 6–1                      | Philipp Mukhometov Tripp Phillips             | Tomáš Cakl Martin Štěpánek                 | Christian Vinck Florian Mayer Michael Quintero Guillermo García López          |
| 28 luglio | BH Tennis Open International Cup 2003 Belo Horizonte, Brasile Cemento $35 000+H Singolare - Doppio       | Julio Peralta 7–6(6), 1–6, 6–1                           | Danai Udomchoke                               | Miguel Gallardo-Valles Alejandro Hernández | Gregg Hill Thiago Alves Marcos Daniel Daniel Melo                              |
| 28 luglio | BH Tennis Open International Cup 2003 Belo Horizonte, Brasile Cemento $35 000+H Singolare - Doppio       | Marcos Daniel Alexandre Simoni 6–4, 6–2                  | Kentaro Masuda Takahiro Terachi               | Miguel Gallardo-Valles Alejandro Hernández | Gregg Hill Thiago Alves Marcos Daniel Daniel Melo                              |
| 28 luglio | Colorado Tennis Classic 2003 Denver, USA Cemento $50 000+H Singolare - Doppio                            | Arvind Parmar 6–4, 6–4                                   | Jeff Salzenstein                              | Rajeev Ram Alex Bogdanović                 | Petr Kralert Uros Vico Matias Boeker John Paul Fruttero                        |
| 28 luglio | Colorado Tennis Classic 2003 Denver, USA Cemento $50 000+H Singolare - Doppio                            | Rohan Bopanna Aisam-ul-Haq Qureshi 4–6, 6–3, 6–4         | Josh Goffi Jason Marshall                     | Rajeev Ram Alex Bogdanović                 | Petr Kralert Uros Vico Matias Boeker John Paul Fruttero                        |
| 28 luglio | Open Castilla y León 2003 Segovia, Spagna Cemento $125 000+H Singolare - Doppio                          | Rafael Nadal 6–2, 7–6(1)                                 | Tomáš Zíb                                     | Nicolas Mahut Paul Baccanello              | Alejandro Falla Jean-François Bachelot Vincenzo Santopadre Gilles Müller       |
| 28 luglio | Open Castilla y León 2003 Segovia, Spagna Cemento $125 000+H Singolare - Doppio                          | Ota Fukárek Tripp Phillips 6–4, 7–6(8)                   | Jean-François Bachelot Emilio Benfele Álvarez | Nicolas Mahut Paul Baccanello              | Alejandro Falla Jean-François Bachelot Vincenzo Santopadre Gilles Müller       |
| 28 luglio | St. Petersburg Challenger 2003 San Pietroburgo, Russia Terra rossa $35 000 Singolare - Doppio            | Florian Mayer 4–6, 7–6(3), 6–1                           | Michal Mertiňák                               | Răzvan Sabău Oliver Marach                 | Roberto Menendez Ferre Vadim Kucenko Ladislav Švarc Kirill Ivanov-Smolensky    |
| 28 luglio | St. Petersburg Challenger 2003 San Pietroburgo, Russia Terra rossa $35 000 Singolare - Doppio            | Michail Elgin Orest Tereščuk 3–6, 6–3, 7–5               | Jurij Ščukin Dmitri Vlasov                    | Răzvan Sabău Oliver Marach                 | Roberto Menendez Ferre Vadim Kucenko Ladislav Švarc Kirill Ivanov-Smolensky    |
| 28 luglio | Trani Cup 2003 Trani, Italia Terra rossa €42 000+H Singolare - Doppio                                    | Martín Vassallo Argüello 6–3, 7–5                        | Francisco Fogues-Domenech                     | Didac Pérez Minarro Paolo Lorenzi          | Daniel Köllerer Andreas Seppi Alessio Di Mauro Florin Mergea                   |
| 28 luglio | Trani Cup 2003 Trani, Italia Terra rossa €42 000+H Singolare - Doppio                                    | Mariano Delfino Matias O'Neille 6–3, 6–3                 | Leonardo Azzaro Gergely Kisgyorgy             | Didac Pérez Minarro Paolo Lorenzi          | Daniel Köllerer Andreas Seppi Alessio Di Mauro Florin Mergea                   |

### Agosto
| Settimana | Torneo | Vincitore                                          | Finalista                                 | Semifinalisti                            | Eliminati ai quarti                                                     |
| --------- | --- | -------------------------------------------------- | ----------------------------------------- | ---------------------------------------- | ----------------------------------------------------------------------- |
| 4 agosto  | Levene Gouldin & Thompson Tennis Challenger 2003 Binghamton, USA Cemento $50 000 Singolare - Doppio        | Ivo Karlović 7–6(6), 6(6)–7, 7–6(4)                | Nicolas Thomann                           | Julien Benneteau Arvind Parmar           | Lu Yen-hsun Danai Udomchoke Andy Ram Florent Serra                      |
| 4 agosto  | Levene Gouldin & Thompson Tennis Challenger 2003 Binghamton, USA Cemento $50 000 Singolare - Doppio        | Jonathan Erlich Andy Ram 6–4, 6–3                  | Stephen Huss Myles Wakefield              | Julien Benneteau Arvind Parmar           | Lu Yen-hsun Danai Udomchoke Andy Ram Florent Serra                      |
| 4 agosto  | Mordovia Cup 2003 Saransk, Russia Terra rossa $50 000 Singolare - Doppio                                   | Martin Štěpánek 6–1, 6–1                           | Michal Mertiňák                           | Igor' Andreev Boris Pašanski             | Miguel Ángel López Jaén Jurij Ščukin Răzvan Sabău Dmitrij Sitak         |
| 4 agosto  | Mordovia Cup 2003 Saransk, Russia Terra rossa $50 000 Singolare - Doppio                                   | Kornel Bardoczky Martin Štěpánek 7–6(3), 6–3       | Łukasz Kubot Orest Tereščuk               | Igor' Andreev Boris Pašanski             | Miguel Ángel López Jaén Jurij Ščukin Răzvan Sabău Dmitrij Sitak         |
| 4 agosto  | Samarkand Challenger 2003 Samarcanda, Uzbekistan Terra rossa $35 000+H Singolare - Doppio                  | Daniel Köllerer 6–2, 6–3                           | Andrej Stoljarov                          | Pavel Ivanov Frank Moser                 | Aleksej Kedrjuk Zbynek Mlynarik Serhij Stachovs'kyj Marc-Kevin Goellner |
| 4 agosto  | Samarkand Challenger 2003 Samarcanda, Uzbekistan Terra rossa $35 000+H Singolare - Doppio                  | Viktor Bruthans Serhij Stachovs'kyj 6–2, 6–4       | Pavel Ivanov Darko Madjarovski            | Pavel Ivanov Frank Moser                 | Aleksej Kedrjuk Zbynek Mlynarik Serhij Stachovs'kyj Marc-Kevin Goellner |
| 4 agosto  | San Marino CEPU Open 2003 San Marino Terra rossa €85 000+H Singolare - Doppio                              | Alessio Di Mauro 6–3, 3–2 rit.                     | David Sánchez                             | Álex Calatrava Rubén Ramírez Hidalgo     | Sergio Roitman Stefano Cobolli Marc López Galo Blanco                   |
| 4 agosto  | San Marino CEPU Open 2003 San Marino Terra rossa €85 000+H Singolare - Doppio                              | Massimo Bertolini Tom Vanhoudt 7–5, 6(3)–7, 6–2    | Federico Browne Dominik Hrbatý            | Álex Calatrava Rubén Ramírez Hidalgo     | Sergio Roitman Stefano Cobolli Marc López Galo Blanco                   |
| 11 agosto | GHI Bronx Tennis Classic 2003 Bronx, USA Cemento $50 000 Singolare - Doppio                                | Ivo Karlović 6–3, 6–3                              | Dmitrij Tursunov                          | Cecil Mamiit Julien Varlet               | Florent Serra Jean-François Bachelot Paul Goldstein Karol Beck          |
| 11 agosto | GHI Bronx Tennis Classic 2003 Bronx, USA Cemento $50 000 Singolare - Doppio                                | Julien Benneteau Nicolas Mahut 6–3, 6–1            | Martín García Graydon Oliver              | Cecil Mamiit Julien Varlet               | Florent Serra Jean-François Bachelot Paul Goldstein Karol Beck          |
| 11 agosto | Bukhara Challenger 2003 Bukhara, Uzbekistan Cemento $35 000+H Singolare - Doppio                           | Marc-Kevin Goellner 7–5, 6(2)–7, 7–6(4)            | Marcos Baghdatis                          | Viktor Bruthans Darko Madjarovski        | Vadim Kucenko Dmitri Vlasov Tomáš Cakl Kirill Ivanov-Smolensky          |
| 11 agosto | Bukhara Challenger 2003 Bukhara, Uzbekistan Cemento $35 000+H Singolare - Doppio                           | Aleksej Kedrjuk Vadim Kucenko 6–4, 7–6(4)          | Mirko Pehar Jean-Julien Rojer             | Viktor Bruthans Darko Madjarovski        | Vadim Kucenko Dmitri Vlasov Tomáš Cakl Kirill Ivanov-Smolensky          |
| 11 agosto | S Tennis Masters Challenger 2003 Graz, Austria Terra rossa €30 000+H Singolare - Doppio                    | Tomáš Berdych 6–4, 5–7, 6–2                        | Julian Knowle                             | Emin Ağayev Roko Karanušić               | Werner Eschauer Alexander Peya Markus Hipfl Markus Hantschk             |
| 11 agosto | S Tennis Masters Challenger 2003 Graz, Austria Terra rossa €30 000+H Singolare - Doppio                    | Noam Behr Ota Fukárek 6–3, 6–2                     | Karsten Braasch Johan Landsberg           | Emin Ağayev Roko Karanušić               | Werner Eschauer Alexander Peya Markus Hipfl Markus Hantschk             |
| 11 agosto | Carisap Tennis Cup 2003 San Benedetto del Tronto, Italia Terra rossa €30 000 Singolare - Doppio            | Stan Wawrinka 6–1, 4–6, 6–4                        | Salvador Navarro                          | Federico Browne Martín Vassallo Argüello | Tomas Tenconi Sergio Roitman Oscar Serrano-Gamez Potito Starace         |
| 11 agosto | Carisap Tennis Cup 2003 San Benedetto del Tronto, Italia Terra rossa €30 000 Singolare - Doppio            | Todd Perry Thomas Shimada 6–3, 6–4                 | Daniele Giorgini Simone Vagnozzi          | Federico Browne Martín Vassallo Argüello | Tomas Tenconi Sergio Roitman Oscar Serrano-Gamez Potito Starace         |
| 18 agosto | IPP Trophy 2003 Ginevra, Svizzera Terra rossa $35 000+H Singolare - Doppio                                 | Stan Wawrinka 6–1, 7–5                             | Emilio Benfele Álvarez                    | Marc López Salvador Navarro              | Didac Pérez Minarro Gorka Fraile Nicolas Devilder Igor' Andreev         |
| 18 agosto | IPP Trophy 2003 Ginevra, Svizzera Terra rossa $35 000+H Singolare - Doppio                                 | Álex López Morón Andrés Schneiter 6–4, 5–7, 7–6(8) | Emilio Benfele Álvarez Philipp Petzschner | Marc López Salvador Navarro              | Didac Pérez Minarro Gorka Fraile Nicolas Devilder Igor' Andreev         |
| 18 agosto | Antonio Savoldi-Marco Cò - Trofeo Dimmidisì 2003 Manerbio, Italia Terra rossa $75 000+H Singolare - Doppio | Olivier Patience 3–6, 6–3, 7–6(3)                  | Martín Vassallo Argüello                  | Nicolás Almagro Peter Wessels            | Julio Peralta Tomas Tenconi Édouard Roger-Vasselin Alessio Di Mauro     |
| 18 agosto | Antonio Savoldi-Marco Cò - Trofeo Dimmidisì 2003 Manerbio, Italia Terra rossa $75 000+H Singolare - Doppio | Mariusz Fyrstenberg Marcin Matkowski 6–2, 6–4      | Nicolás Almagro Roberto Menendez Ferre    | Nicolás Almagro Peter Wessels            | Julio Peralta Tomas Tenconi Édouard Roger-Vasselin Alessio Di Mauro     |
| 18 agosto | Mönchengladbach Challenger 2003 Mönchengladbach, Germania Terra rossa $35 000 Singolare - Doppio           | Daniel Elsner 6–1, 2–6, 6–3                        | Irakli Labadze                            | Óscar Hernández Rogier Wassen            | Éric Prodon Bartłomiej Dąbrowski Emin Ağayev Ivo Klec                   |
| 18 agosto | Mönchengladbach Challenger 2003 Mönchengladbach, Germania Terra rossa $35 000 Singolare - Doppio           | Irakli Labadze Rogier Wassen 6(4)–7, 6–2, 6–2      | Karsten Braasch Franz Stauder             | Óscar Hernández Rogier Wassen            | Éric Prodon Bartłomiej Dąbrowski Emin Ağayev Ivo Klec                   |
| 25 agosto | Brindisi Challenger 2003 Brindisi, Italia Terra rossa $35 000 Singolare - Doppio                           | Galo Blanco 7–5, 1–6, 7–5                          | Francisco Fogues-Domenech                 | Stefano Cobolli Alexander Peya           | Diego Moyano Stan Wawrinka Olivier Patience Ivan Esquerdo-Andreu        |
| 25 agosto | Brindisi Challenger 2003 Brindisi, Italia Terra rossa $35 000 Singolare - Doppio                           | Iván Navarro Mario Radić 7–6(8), 6–0               | Manuel Jorquera Diego Moyano              | Stefano Cobolli Alexander Peya           | Diego Moyano Stan Wawrinka Olivier Patience Ivan Esquerdo-Andreu        |
| 25 agosto | Black Forest Open 2003 Freudenstadt, Germania Terra rossa €30 000+H Singolare - Doppio                     | Gorka Fraile 3–6, 6–3, 6–4                         | Alexander Waske                           | Juan Albert Viloca Irakli Labadze        | Jérôme Haehnel Jiří Vaněk Óscar Hernández Sergio Roitman                |
| 25 agosto | Black Forest Open 2003 Freudenstadt, Germania Terra rossa €30 000+H Singolare - Doppio                     | Franz Stauder Alexander Waske 6–4, 7–5             | Mariusz Fyrstenberg Marcin Matkowski      | Juan Albert Viloca Irakli Labadze        | Jérôme Haehnel Jiří Vaněk Óscar Hernández Sergio Roitman                |

### Settembre
| Settimana    | Torneo | Vincitore                                               | Finalista                             | Semifinalisti                             | Eliminati ai quarti                                                           |
| ------------ | --- | ------------------------------------------------------- | ------------------------------------- | ----------------------------------------- | ----------------------------------------------------------------------------- |
| 1º settembre | Aschaffenburg Challenger 2003 Aschaffenburg, Germania Terra rossa $50 000+H Singolare - Doppio                       | Dieter Kindlmann 6–3, 6–4                               | Marcello Craca                        | Bohdan Ulihrach Nicolas Coutelot          | Michal Mertiňák Boris Pašanski Roman Valent Mariano Delfino                   |
| 1º settembre | Aschaffenburg Challenger 2003 Aschaffenburg, Germania Terra rossa $50 000+H Singolare - Doppio                       | Karsten Braasch Franz Stauder 6–4, 7–5                  | Jan Frode Andersen Philipp Petzschner | Bohdan Ulihrach Nicolas Coutelot          | Michal Mertiňák Boris Pašanski Roman Valent Mariano Delfino                   |
| 1º settembre | Brașov Challenger 2003 Brașov, Romania Terra rossa $35 000+H Singolare - Doppio                                      | Daniel Elsner 6–2, 6–1                                  | Răzvan Sabău                          | Stefano Galvani Alexander Peya            | Jean-Claude Scherrer Roko Karanušić Ivajlo Trajkov Darko Madjarovski          |
| 1º settembre | Brașov Challenger 2003 Brașov, Romania Terra rossa $35 000+H Singolare - Doppio                                      | Alexander Peya Rogier Wassen 6–2, 6–4                   | Leonardo Azzaro Stefano Galvani       | Stefano Galvani Alexander Peya            | Jean-Claude Scherrer Roko Karanušić Ivajlo Trajkov Darko Madjarovski          |
| 1º settembre | Genoa Open Challenger 2003 Genova, Italia Terra rossa $35 000+H Singolare - Doppio                                   | Óscar Hernández 6–2, 6–2                                | Vincenzo Santopadre                   | Salvador Navarro Álex Calatrava           | Martín Vassallo Argüello Francisco Fogues-Domenech Francesco Aldi Éric Prodon |
| 1º settembre | Genoa Open Challenger 2003 Genova, Italia Terra rossa $35 000+H Singolare - Doppio                                   | Daniele Bracciali Vincenzo Santopadre 6–3, 6–2          | Daniele Giorgini Potito Starace       | Salvador Navarro Álex Calatrava           | Martín Vassallo Argüello Francisco Fogues-Domenech Francesco Aldi Éric Prodon |
| 1º settembre | Gramado Challenger 2003 Gramado, Brasile Cemento $50 000 Singolare - Doppio                                          | Marcos Daniel 7–5, 7–5                                  | José de Armas                         | Frédéric Niemeyer Franco Ferreiro         | André Sá Alexandre Simoni Miguel Gallardo-Valles Werner Eschauer              |
| 1º settembre | Gramado Challenger 2003 Gramado, Brasile Cemento $50 000 Singolare - Doppio                                          | Marcos Daniel Alexandre Simoni 7–6(5), 6–4              | Santiago González Alejandro Hernández | Frédéric Niemeyer Franco Ferreiro         | André Sá Alexandre Simoni Miguel Gallardo-Valles Werner Eschauer              |
| 1º settembre | Istanbul Challenger 2003 Istanbul, Turchia Cemento $100 000+H Singolare - Doppio                                     | Robin Söderling 7–6(4), 6–2                             | Michel Kratochvil                     | Emin Ağayev Andy Ram                      | Vladimir Volčkov Björn Phau Massimo Dell'Acqua Noam Okun                      |
| 1º settembre | Istanbul Challenger 2003 Istanbul, Turchia Cemento $100 000+H Singolare - Doppio                                     | Jonathan Erlich Andy Ram 7–6(5), 7–6(6)                 | Amir Hadad Harel Levy                 | Emin Ağayev Andy Ram                      | Vladimir Volčkov Björn Phau Massimo Dell'Acqua Noam Okun                      |
| 1º settembre | Kiev Challenger 2003 Kiev, Ucraina Terra rossa $35 000+H Singolare - Doppio                                          | Irakli Labadze 6–1, 6–2                                 | Petr Kralert                          | Édouard Roger-Vasselin Stéphane Robert    | Stéphane Bohli Diego Veronelli Juan Pablo Guzmán Julien Jeanpierre            |
| 1º settembre | Kiev Challenger 2003 Kiev, Ucraina Terra rossa $35 000+H Singolare - Doppio                                          | Ignacio Gonzalez-King Juan Pablo Guzmán 6–2, 3–6, 6–4   | Harsh Mankad Jason Marshall           | Édouard Roger-Vasselin Stéphane Robert    | Stéphane Bohli Diego Veronelli Juan Pablo Guzmán Julien Jeanpierre            |
| 8 settembre  | Budapest Challenger 2 2003 Budapest, Ungheria Terra rossa $35 000+H Singolare - Doppio                               | Marc López 6–4, 2–6, 7–5                                | Mariano Delfino                       | Jan Frode Andersen Dennis van Scheppingen | Julien Jeanpierre Ignacio Gonzalez-King Amir Hadad Paolo Lorenzi              |
| 8 settembre  | Budapest Challenger 2 2003 Budapest, Ungheria Terra rossa $35 000+H Singolare - Doppio                               | Ignacio Gonzalez-King Juan Pablo Guzmán 7–5, 4–6, 6-3   | Kornel Bardoczky Gergely Kisgyorgy    | Jan Frode Andersen Dennis van Scheppingen | Julien Jeanpierre Ignacio Gonzalez-King Amir Hadad Paolo Lorenzi              |
| 8 settembre  | Alexander Kolyaskin Memorial 2003 Donec'k, Ucraina Cemento $50 000+H Singolare - Doppio                              | Tomáš Cakl 5–7, 7–6(5), 7–6(0)                          | Orest Tereščuk                        | Dmitrij Sitak Zbynek Mlynarik             | Łukasz Kubot Jean-François Bachelot Lovro Zovko Saša Tuksar                   |
| 8 settembre  | Alexander Kolyaskin Memorial 2003 Donec'k, Ucraina Cemento $50 000+H Singolare - Doppio                              | Harsh Mankad Jason Marshall 6–2, 6-4                    | Serhij Stachovs'kyj Andrej Stoljarov  | Dmitrij Sitak Zbynek Mlynarik             | Łukasz Kubot Jean-François Bachelot Lovro Zovko Saša Tuksar                   |
| 8 settembre  | Bulgarian Open Challenger 2003 Sofia, Bulgaria Terra rossa $35 000+H Singolare - Doppio                              | Stéphane Robert 6–1, 4–6, 7–6(4)                        | Daniel Elsner                         | Óscar Hernández Konstantinos Economidis   | Alexander Peya Stefano Galvani Todor Enev Ivajlo Trajkov                      |
| 8 settembre  | Bulgarian Open Challenger 2003 Sofia, Bulgaria Terra rossa $35 000+H Singolare - Doppio                              | Ilia Kushev Luben Pampoulov 6–3, 6–1                    | Todor Enev Dimo Tolev                 | Óscar Hernández Konstantinos Economidis   | Alexander Peya Stefano Galvani Todor Enev Ivajlo Trajkov                      |
| 15 settembre | Banja Luka Challenger 2003 Banja Luka, Bosnia ed Erzegovina Terra rossa €30 000+H Singolare - Doppio                 | Mario Radić 6–4, 6–3                                    | František Čermák                      | Roko Karanušić Oscar Serrano-Gamez        | Andrés Dellatorre Daniel Elsner Juan Antonio Marín Emilio Benfele Álvarez     |
| 15 settembre | Banja Luka Challenger 2003 Banja Luka, Bosnia ed Erzegovina Terra rossa €30 000+H Singolare - Doppio                 | Ionuț Moldovan Jurij Ščukin 6–2, 7–5                    | Nikola Ciric Goran Tošić              | Roko Karanušić Oscar Serrano-Gamez        | Andrés Dellatorre Daniel Elsner Juan Antonio Marín Emilio Benfele Álvarez     |
| 15 settembre | Mandeville Challenger 2003 Mandeville, USA Cemento €30 000+H Singolare - Doppio                                      | Dmitrij Tursunov 3–6, 6–3, 6–4                          | Jan Hernych                           | Matias Boeker K. J. Hippensteel           | Louis Vosloo Sébastien de Chaunac Todd Widom Dušan Vemić                      |
| 15 settembre | Mandeville Challenger 2003 Mandeville, USA Cemento €30 000+H Singolare - Doppio                                      | Sébastien de Chaunac Zack Fleishman 6(3)–7, 7–6(2), 6–3 | Benedikt Dorsch Matija Zgaga          | Matias Boeker K. J. Hippensteel           | Louis Vosloo Sébastien de Chaunac Todd Widom Dušan Vemić                      |
| 15 settembre | Abierto Internacional Varonil Club Casablanca 2003 Città del Messico, Messico Terra rossa $35 000 Singolare - Doppio | Adrián García 7–5, 6–3                                  | Santiago González                     | Glenn Weiner Miguel Gallardo-Valles       | Bruno Echagaray Andres Pedroso Phillip Harboe Francisco Costa                 |
| 15 settembre | Abierto Internacional Varonil Club Casablanca 2003 Città del Messico, Messico Terra rossa $35 000 Singolare - Doppio | Huntley Montgomery Andres Pedroso 6(3)–7, 7–5, 6–4      | Bruno Echagaray Jean-Julien Rojer     | Glenn Weiner Miguel Gallardo-Valles       | Bruno Echagaray Andres Pedroso Phillip Harboe Francisco Costa                 |
| 15 settembre | Samsung Securities Cup 2003 Seul, Corea del Sud Cemento $125 000+H Singolare - Doppio                                | Hyung-Taik Lee 6–3, 6–3                                 | Dennis van Scheppingen                | Björn Phau Marcos Baghdatis               | Takao Suzuki Jeff Salzenstein Toshihide Matsui Alex Bogomolov Jr.             |
| 15 settembre | Samsung Securities Cup 2003 Seul, Corea del Sud Cemento $125 000+H Singolare - Doppio                                | Alex Kim Hyung-Taik Lee 1–6, 6–1, 6–4                   | Alex Bogomolov Jr. Jeff Salzenstein   | Björn Phau Marcos Baghdatis               | Takao Suzuki Jeff Salzenstein Toshihide Matsui Alex Bogomolov Jr.             |
| 15 settembre | Saint-Jean-de-Luz Challenger 2003 Saint-Jean-de-Luz, Francia Cemento indoor €30 000+H Singolare - Doppio             | Irakli Labadze 1–6, 7–6(4), 6–4                         | Fabrice Santoro                       | Richard Gasquet Harel Levy                | Paul Baccanello Antony Dupuis Stefano Pescosolido Iván Miranda                |
| 15 settembre | Saint-Jean-de-Luz Challenger 2003 Saint-Jean-de-Luz, Francia Cemento indoor €30 000+H Singolare - Doppio             | Julien Benneteau Nicolas Mahut 6–4, 6–1                 | Johan Landsberg Myles Wakefield       | Richard Gasquet Harel Levy                | Paul Baccanello Antony Dupuis Stefano Pescosolido Iván Miranda                |
| 15 settembre | Pekao Open 2003 Stettino, Polonia Terra rossa €106 000+H Singolare - Doppio                                          | Nicolás Massú 6–4, 6–3                                  | Albert Portas                         | José Acasuso David Sánchez                | Luis Horna Paul-Henri Mathieu Alberto Martín Igor' Andreev                    |
| 15 settembre | Pekao Open 2003 Stettino, Polonia Terra rossa €106 000+H Singolare - Doppio                                          | Mariusz Fyrstenberg Marcin Matkowski 6–1, 7–5           | Jaroslav Levinský David Škoch         | José Acasuso David Sánchez                | Luis Horna Paul-Henri Mathieu Alberto Martín Igor' Andreev                    |
| 15 settembre | Teheran Challenger 2003 Teheran, Iran Terra rossa $35 000+H Singolare - Doppio                                       | Óscar Hernández 4–6, 6–4, 6–3                           | Jean-Claude Scherrer                  | Philipp Mullner Daniel Köllerer           | Julien Jeanpierre Ivo Klec Jean-Christophe Faurel Florian Mayer               |
| 15 settembre | Teheran Challenger 2003 Teheran, Iran Terra rossa $35 000+H Singolare - Doppio                                       | Daniel Köllerer Philipp Mullner walkover                | Ivo Klec Josef Nesticky               | Philipp Mullner Daniel Köllerer           | Julien Jeanpierre Ivo Klec Jean-Christophe Faurel Florian Mayer               |
| 22 settembre | Grenoble Challenger 2003 Grenoble, Francia Cemento (indoor) $50 000+H Singolare - Doppio                             | Richard Gasquet 7–5, 7–6(1)                             | Harel Levy                            | Igor' Kunicyn Michaël Llodra              | Noam Okun Bjorn Rehnquist Olivier Mutis Antony Dupuis                         |
| 22 settembre | Grenoble Challenger 2003 Grenoble, Francia Cemento (indoor) $50 000+H Singolare - Doppio                             | Paul Baccanello Harel Levy 5–7, 6–4, 7–6(5)             | Rik De Voest Johan Landsberg          | Igor' Kunicyn Michaël Llodra              | Noam Okun Bjorn Rehnquist Olivier Mutis Antony Dupuis                         |
| 22 settembre | San Antonio Challenger 2003 San Antonio, USA Cemento $50 000+H Singolare - Doppio                                    | Dmitrij Tursunov 6–2, 6(3)–7, 6–4                       | Sébastien de Chaunac                  | Jeff Morrison Kevin Kim                   | Tomáš Cakl Peter Wessels Francisco Costa Paul Goldstein                       |
| 22 settembre | San Antonio Challenger 2003 San Antonio, USA Cemento $50 000+H Singolare - Doppio                                    | Paul Goldstein Jeff Morrison 6–3, 6–2                   | Tomáš Cakl Louis Vosloo               | Jeff Morrison Kevin Kim                   | Tomáš Cakl Peter Wessels Francisco Costa Paul Goldstein                       |
| 29 settembre | Fresno Challenger 2003 Fresno, USA Cemento $50 000+H Singolare - Doppio                                              | Alex Kim 7–5, 7–6(6)                                    | Jeff Morrison                         | Ryan Haviland Jan Hernych                 | Petr Kralert Dušan Vemić Kevin Kim Paul Goldstein                             |
| 29 settembre | Fresno Challenger 2003 Fresno, USA Cemento $50 000+H Singolare - Doppio                                              | Diego Ayala Travis Parrott 7–5, 4–6, 6–3                | Paul Goldstein Jeff Morrison          | Ryan Haviland Jan Hernych                 | Petr Kralert Dušan Vemić Kevin Kim Paul Goldstein                             |
| 29 settembre | Groningen Challenger 2003 Groninga, Paesi Bassi Cemento indoor $35 000+H Singolare - Doppio                          | Kristof Vliegen 6–4, 6–4                                | Joachim Johansson                     | Bjorn Rehnquist Harel Levy                | Gilles Elseneer Stefano Pescosolido Frédéric Niemeyer Roko Karanušić          |
| 29 settembre | Groningen Challenger 2003 Groninga, Paesi Bassi Cemento indoor $35 000+H Singolare - Doppio                          | Amir Hadad Harel Levy 6–4, 6–4                          | Fred Hemmes Raemon Sluiter            | Bjorn Rehnquist Harel Levy                | Gilles Elseneer Stefano Pescosolido Frédéric Niemeyer Roko Karanušić          |
| 29 settembre | Copa Sevilla 2003 Siviglia, Spagna Terra gialla €42 000+H Singolare - Doppio                                         | Luis Horna 6–0, 4–6, 6–3                                | Guillermo García López                | Alessio Di Mauro Oscar Serrano-Gamez      | Andrés Dellatorre Olivier Patience Nicolás Almagro Álex Calatrava             |
| 29 settembre | Copa Sevilla 2003 Siviglia, Spagna Terra gialla €42 000+H Singolare - Doppio                                         | Óscar Hernández Albert Portas 6–4, 4–6, 6–4             | Enzo Artoni Sergio Roitman            | Alessio Di Mauro Oscar Serrano-Gamez      | Andrés Dellatorre Olivier Patience Nicolás Almagro Álex Calatrava             |
| 29 settembre | Tumkur Challenger 2003 Tumkur, India Cemento indoor $35 000+H Singolare - Doppio                                     | Philipp Kohlschreiber 7–5, 7–6(5)                       | Lee Childs                            | Marcos Baghdatis Michal Tabara            | Francesco Aldi Stéphane Bohli Martin Lee Dieter Kindlmann                     |
| 29 settembre | Tumkur Challenger 2003 Tumkur, India Cemento indoor $35 000+H Singolare - Doppio                                     | Prakash Amritraj Rik De Voest 6–4, 6–3                  | Michal Mertiňák Branislav Sekáč       | Marcos Baghdatis Michal Tabara            | Francesco Aldi Stéphane Bohli Martin Lee Dieter Kindlmann                     |

### Ottobre
| Settimana  | Torneo                                                                                            | Vincitore                                           | Finalista                       | Semifinalisti                        | Eliminati ai quarti                                                           |
| ---------- | ------------------------------------------------------------------------------------------------- | --------------------------------------------------- | ------------------------------- | ------------------------------------ | ----------------------------------------------------------------------------- |
| 6 ottobre  | Ciutat de Barcelona 2003 Barcellona, Spagna Terra rossa $50 000+H Singolare - Doppio              | Albert Portas 6–4, 6–4                              | Albert Montañés                 | Galo Blanco Nicolás Almagro          | Jan Frode Andersen Óscar Hernández Federico Browne Rubén Ramírez Hidalgo      |
| 6 ottobre  | Ciutat de Barcelona 2003 Barcellona, Spagna Terra rossa $50 000+H Singolare - Doppio              | Juan Ignacio Carrasco Mariano Delfino 7–5, 6–3      | Enzo Artoni Sergio Roitman      | Galo Blanco Nicolás Almagro          | Jan Frode Andersen Óscar Hernández Federico Browne Rubén Ramírez Hidalgo      |
| 6 ottobre  | Dharwad Challenger 2003 Dharwad, India Cemento $50 000+H Singolare - Doppio                       | Danai Udomchoke 7–6(5), 6–1                         | Wang Yeu-tzuoo                  | Rik De Voest Prakash Amritraj        | Philipp Kohlschreiber Guillermo García López Takahiro Terachi Zbynek Mlynarik |
| 6 ottobre  | Dharwad Challenger 2003 Dharwad, India Cemento $50 000+H Singolare - Doppio                       | Sanchai Ratiwatana Sonchat Ratiwatana 3–6, 6–3, 7–5 | Prakash Amritraj Rik De Voest   | Rik De Voest Prakash Amritraj        | Philipp Kohlschreiber Guillermo García López Takahiro Terachi Zbynek Mlynarik |
| 6 ottobre  | Challenger ATP Club Premium Open 2003 Quito, Ecuador Terra rossa $35 000+H Singolare - Doppio     | Giovanni Lapentti 6–3, 6(8)–7, 6–3                  | Ricardo Mello                   | Bruno Soares Glenn Weiner            | Lovro Zovko Jaroslav Pospíšil Juan Pablo Guzmán Alejandro Hernández           |
| 6 ottobre  | Challenger ATP Club Premium Open 2003 Quito, Ecuador Terra rossa $35 000+H Singolare - Doppio     | Ricardo Mello Alexandre Simoni 6–3, 6–4             | Hugo Armando Ricardo Schlachter | Bruno Soares Glenn Weiner            | Lovro Zovko Jaroslav Pospíšil Juan Pablo Guzmán Alejandro Hernández           |
| 13 ottobre | Belgaum Challenger 2003 Belgaum, India Cemento $50 000+H Singolare - Doppio                       | Jurij Ščukin 6–3, 6–2                               | Dieter Kindlmann                | Rik De Voest Branislav Sekáč         | Tejmuraz Gabašvili Dmitri Vlasov Stéphane Bohli Vadim Kucenko                 |
| 13 ottobre | Belgaum Challenger 2003 Belgaum, India Cemento $50 000+H Singolare - Doppio                       | Michal Mertiňák Branislav Sekáč 7–6(3), 7–6(2)      | Mustafa Ghouse Vishal Uppal     | Rik De Voest Branislav Sekáč         | Tejmuraz Gabašvili Dmitri Vlasov Stéphane Bohli Vadim Kucenko                 |
| 13 ottobre | Reunion Island Challenger 2003 Riunione, Francia Cemento indoor $50 000+H Singolare - Doppio      | Peter Wessels 6–0, 6–2                              | Fred Hemmes                     | Olivier Patience Alexander Peya      | Louis Vosloo Rogier Wassen Sébastien de Chaunac Gilles Müller                 |
| 13 ottobre | Reunion Island Challenger 2003 Riunione, Francia Cemento indoor $50 000+H Singolare - Doppio      | Federico Browne Rogier Wassen 6–1, 6(4)–7, 6–3      | Fred Hemmes Peter Wessels       | Olivier Patience Alexander Peya      | Louis Vosloo Rogier Wassen Sébastien de Chaunac Gilles Müller                 |
| 13 ottobre | Tiburon Challenger 2003 Tiburon, USA Cemento $50 000+H Singolare - Doppio                         | Alex Bogomolov Jr. 7–6(4), 6–3                      | Jeff Morrison                   | Dmitrij Tursunov Justin Gimelstob    | Scott Draper John Paul Fruttero Iván Miranda Todd Widom                       |
| 13 ottobre | Tiburon Challenger 2003 Tiburon, USA Cemento $50 000+H Singolare - Doppio                         | Brandon Coupe Justin Gimelstob 0–6, 6–3, 7–6(3)     | Diego Ayala Robert Kendrick     | Dmitrij Tursunov Justin Gimelstob    | Scott Draper John Paul Fruttero Iván Miranda Todd Widom                       |
| 20 ottobre | Torrance Challenger 2003 Torrance, USA Cemento $50 000+H Singolare - Doppio                       | Janko Tipsarević 6–4, 6–4                           | Zack Fleishman                  | Paul Goldstein Dmitrij Tursunov      | Ricardo Mello Peter Luczak Matias Boeker Eric Taino                           |
| 20 ottobre | Torrance Challenger 2003 Torrance, USA Cemento $50 000+H Singolare - Doppio                       | Ramón Delgado André Sá 6–3, 6–4                     | Diego Ayala Robert Kendrick     | Paul Goldstein Dmitrij Tursunov      | Ricardo Mello Peter Luczak Matias Boeker Eric Taino                           |
| 27 ottobre | Lambertz Open by STAWAG 2003 Aquisgrana, Germania Sintetico (indoor) €42 000+H Singolare - Doppio | Alexander Peya 7–6(2), 6–1                          | Jürgen Melzer                   | Frédéric Niemeyer Kenneth Carlsen    | Ivo Heuberger Stefano Pescosolido Michael Berrer Dick Norman                  |
| 27 ottobre | Lambertz Open by STAWAG 2003 Aquisgrana, Germania Sintetico (indoor) €42 000+H Singolare - Doppio | Mariusz Fyrstenberg Marcin Matkowski 7–6(3), 7–6(3) | Todd Perry Thomas Shimada       | Frédéric Niemeyer Kenneth Carlsen    | Ivo Heuberger Stefano Pescosolido Michael Berrer Dick Norman                  |
| 27 ottobre | Nottingham Challenger 2003 Nottingham, Gran Bretagna Cemento indoor €42 000+H Singolare - Doppio  | Joachim Johansson 6–4, 6(4)–7, 6–2                  | John van Lottum                 | Massimo Dell'Acqua Marco Chiudinelli | Marcus Sarstrand Noam Okun Dennis van Scheppingen Harel Levy                  |
| 27 ottobre | Nottingham Challenger 2003 Nottingham, Gran Bretagna Cemento indoor €42 000+H Singolare - Doppio  | Amir Hadad Harel Levy 6–4, 6(3)–7, 6–3              | Scott Humphries Mark Merklein   | Massimo Dell'Acqua Marco Chiudinelli | Marcus Sarstrand Noam Okun Dennis van Scheppingen Harel Levy                  |
| 27 ottobre | Waco Tennis Challenger 2003 Waco, USA Cemento $50 000+H Singolare - Doppio                        | Giovanni Lapentti 6–4, 6–3                          | Paul Goldstein                  | André Sá Alex Bogomolov Jr.          | Ramón Delgado Cecil Mamiit Eric Taino Juan Pablo Guzmán                       |
| 27 ottobre | Waco Tennis Challenger 2003 Waco, USA Cemento $50 000+H Singolare - Doppio                        | Devin Bowen Ashley Fisher 6–4, 7–6(4)               | Ryan Haviland K. J. Hippensteel | André Sá Alex Bogomolov Jr.          | Ramón Delgado Cecil Mamiit Eric Taino Juan Pablo Guzmán                       |

### Novembre
| Settimana   | Torneo                                                                                                | Vincitore                                           | Finalista                            | Semifinalisti                     | Eliminati ai quarti                                              |
| ----------- | --- | --------------------------------------------------- | ------------------------------------ | --------------------------------- | ---------------------------------------------------------------- |
| 3 novembre  | Slovak Open 2003 Bratislava, Slovacchia Cemento (indoor) €106 000+H Singolare - Doppio                | Marc Rosset 3–6, 6–3, 6–0                           | John van Lottum                      | Àlex Corretja Tomáš Berdych       | Dominik Hrbatý Michael Kohlmann Bohdan Ulihrach Kristof Vliegen  |
| 3 novembre  | Slovak Open 2003 Bratislava, Slovacchia Cemento (indoor) €106 000+H Singolare - Doppio                | Jonathan Erlich Harel Levy 7–6(8), 6–3              | Mario Ančić Martín García            | Àlex Corretja Tomáš Berdych       | Dominik Hrbatý Michael Kohlmann Bohdan Ulihrach Kristof Vliegen  |
| 3 novembre  | Bauer Cup 2003 Eckental, Germania Sintetico (indoor) €35 000+H Singolare - Doppio                     | Dennis van Scheppingen 5–7, 6–3, 7–6(3)             | Joachim Johansson                    | Lars Burgsmüller Tuomas Ketola    | Björn Phau Gilles Elseneer Frédéric Niemeyer Vincenzo Santopadre |
| 3 novembre  | Bauer Cup 2003 Eckental, Germania Sintetico (indoor) €35 000+H Singolare - Doppio                     | Stephen Huss Robert Lindstedt walkover              | Lars Burgsmüller Andreas Tattermusch | Lars Burgsmüller Tuomas Ketola    | Björn Phau Gilles Elseneer Frédéric Niemeyer Vincenzo Santopadre |
| 10 novembre | Austin Challenger 2003 Austin, USA Cemento €30 000+H Singolare - Doppio                               | Paul Goldstein 6–3, 6–3                             | Robert Kendrick                      | Hugo Armando Glenn Weiner         | Kevin Kim Dušan Vemić Hermes Gamonal Iván Miranda                |
| 10 novembre | Austin Challenger 2003 Austin, USA Cemento €30 000+H Singolare - Doppio                               | Lu Yen-hsun Jason Marshal 6–2, 2–6, 6–3             | Josh Goffi Tripp Phillips            | Hugo Armando Glenn Weiner         | Kevin Kim Dušan Vemić Hermes Gamonal Iván Miranda                |
| 10 novembre | Dnipropetrovsk Challenger 2003 Dnepropetrovsk, Ucraina Cemento (indoor) $125 000+H Singolare - Doppio | Irakli Labadze 6–3, 3–6, 6–1                        | Harel Levy                           | Andrei Pavel Kenneth Carlsen      | Ivo Karlović Orest Tereščuk Andrej Stoljarov Jan Vacek           |
| 10 novembre | Dnipropetrovsk Challenger 2003 Dnepropetrovsk, Ucraina Cemento (indoor) $125 000+H Singolare - Doppio | Jonathan Erlich Harel Levy 6–4, 6–3                 | Simon Aspelin Johan Landsberg        | Andrei Pavel Kenneth Carlsen      | Ivo Karlović Orest Tereščuk Andrej Stoljarov Jan Vacek           |
| 10 novembre | IPP Open 2003 Helsinki, Finlandia Cemento (indoor) €106 000+H Singolare - Doppio                      | Davide Sanguinetti 6–4, 7–6(4)                      | Robin Söderling                      | Joachim Johansson Alexander Popp  | Björn Phau Dennis van Scheppingen Ivo Heuberger Michal Tabara    |
| 10 novembre | IPP Open 2003 Helsinki, Finlandia Cemento (indoor) €106 000+H Singolare - Doppio                      | Robert Lindstedt Robin Söderling 6–3, 6(2)–7, 6–1   | Roko Karanušić Janko Tipsarević      | Joachim Johansson Alexander Popp  | Björn Phau Dennis van Scheppingen Ivo Heuberger Michal Tabara    |
| 17 novembre | JSM Challenger 2003 Champaign, USA Cemento $50 000+H Singolare - Doppio                               | Paul Goldstein 6–3, 6–1                             | Brian Vahaly                         | Lu Yen-hsun Fred Hemmes           | Zack Fleishman Robert Kendrick Cecil Mamiit Eric Taino           |
| 17 novembre | JSM Challenger 2003 Champaign, USA Cemento $50 000+H Singolare - Doppio                               | Travis Parrott Bruno Soares 4–6, 6–4, 6–1           | Brian Baker Rajeev Ram               | Lu Yen-hsun Fred Hemmes           | Zack Fleishman Robert Kendrick Cecil Mamiit Eric Taino           |
| 17 novembre | Czech Indoor Open 2003 Praga, Repubblica Ceca Sintetico indoor $75 000 Singolare - Doppio             | Marc Rosset 7–6(4), 6(1)–7, 7–6(3)                  | Dick Norman                          | Kenneth Carlsen Jan Vacek         | Bohdan Ulihrach Gilles Elseneer Stefano Pescosolido Takao Suzuki |
| 17 novembre | Czech Indoor Open 2003 Praga, Repubblica Ceca Sintetico indoor $75 000 Singolare - Doppio             | Martin Štěpánek Igor Zelenay 6–4, 4–6, 6–4          | Karsten Braasch Jean-Claude Scherrer | Kenneth Carlsen Jan Vacek         | Bohdan Ulihrach Gilles Elseneer Stefano Pescosolido Takao Suzuki |
| 17 novembre | Challenger Britania Zavaleta 2003 Puebla, Messico Cemento $35 000+H Singolare - Doppio                | Ricardo Mello 7–6(5), 6–4                           | Markus Hantschk                      | Ronaldo Carvalho Răzvan Sabău     | Glenn Weiner Santiago González Viktor Bruthans Iván Miranda      |
| 17 novembre | Challenger Britania Zavaleta 2003 Puebla, Messico Cemento $35 000+H Singolare - Doppio                | Santiago González Alejandro Hernández 6–4, 2–6, 6–4 | Huntley Montgomery Andres Pedroso    | Ronaldo Carvalho Răzvan Sabău     | Glenn Weiner Santiago González Viktor Bruthans Iván Miranda      |
| 24 novembre | Milano Challenger 2003 Milano, Italia Sintetico indoor €42 000+H Singolare - Doppio                   | Dennis van Scheppingen 5–7, 6–4, 7–6(5)             | Vladimir Volčkov                     | Davide Sanguinetti Roko Karanušić | Ivo Heuberger Andreas Seppi Dick Norman Andrei Pavel             |
| 24 novembre | Milano Challenger 2003 Milano, Italia Sintetico indoor €42 000+H Singolare - Doppio                   | Davide Sanguinetti Takao Suzuki 6–4, 7–5            | Mariusz Fyrstenberg Marcin Matkowski | Davide Sanguinetti Roko Karanušić | Ivo Heuberger Andreas Seppi Dick Norman Andrei Pavel             |

### Dicembre
| Settimana   | Torneo                                                                                                  | Vincitore                                | Finalista                           | Semifinalisti               | Eliminati ai quarti                                                  |
| ----------- | --- | ---------------------------------------- | ----------------------------------- | --------------------------- | -------------------------------------------------------------------- |
| 1º dicembre | Ischgl Challenger 2003 Ischgl, Austria Sintetico indoor €42 000+H Singolare - Doppio                    | Joachim Johansson 7–5, 6–3               | Daniele Bracciali                   | Răzvan Sabău Dick Norman    | Thomas Schiessling Ivo Heuberger Philipp Kohlschreiber Andreas Seppi |
| 1º dicembre | Ischgl Challenger 2003 Ischgl, Austria Sintetico indoor €42 000+H Singolare - Doppio                    | Julian Knowle Alexander Peya 6–2, 6–3    | Gianluca Bazzica Massimo Dell'Acqua | Răzvan Sabău Dick Norman    | Thomas Schiessling Ivo Heuberger Philipp Kohlschreiber Andreas Seppi |
| 29 dicembre | Internationaux de Nouvelle-Calédonie 2003 Nuova Caledonia, Francia Cemento €42 000+H Singolare - Doppio | Guillermo Cañas 6–4, 6–3                 | Todd Reid                           | Florent Serra Florian Mayer | Fred Hemmes Philipp Kohlschreiber Diego Veronelli Peter Wessels      |
| 29 dicembre | Internationaux de Nouvelle-Calédonie 2003 Nuova Caledonia, Francia Cemento €42 000+H Singolare - Doppio | Ashley Fisher Stephen Huss 4–6, 6–3, 6–3 | Luke Bourgeois Vince Mellino        | Florent Serra Florian Mayer | Fred Hemmes Philipp Kohlschreiber Diego Veronelli Peter Wessels      |